# Alpes d'Allgäu

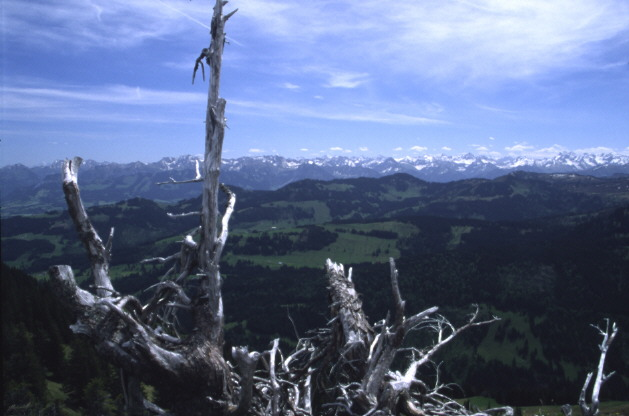
Vue sur les crêtes principales des Alpes d'Allgäu depuis le chaînon de Nagelfluh.

Les Alpes d'Allgäu sont un massif des Préalpes orientales septentrionales. Elles s'élèvent entre l'Autriche (limite entre le Vorarlberg et le Land du Tyrol) et l'Allemagne (limite entre la Bavière et le Bade-Wurtemberg), au sud de l'Allgäu, un territoire germanique qui leur donne son nom.
Le Grosser Krottenkopf est le point culminant du massif.

## Géographie

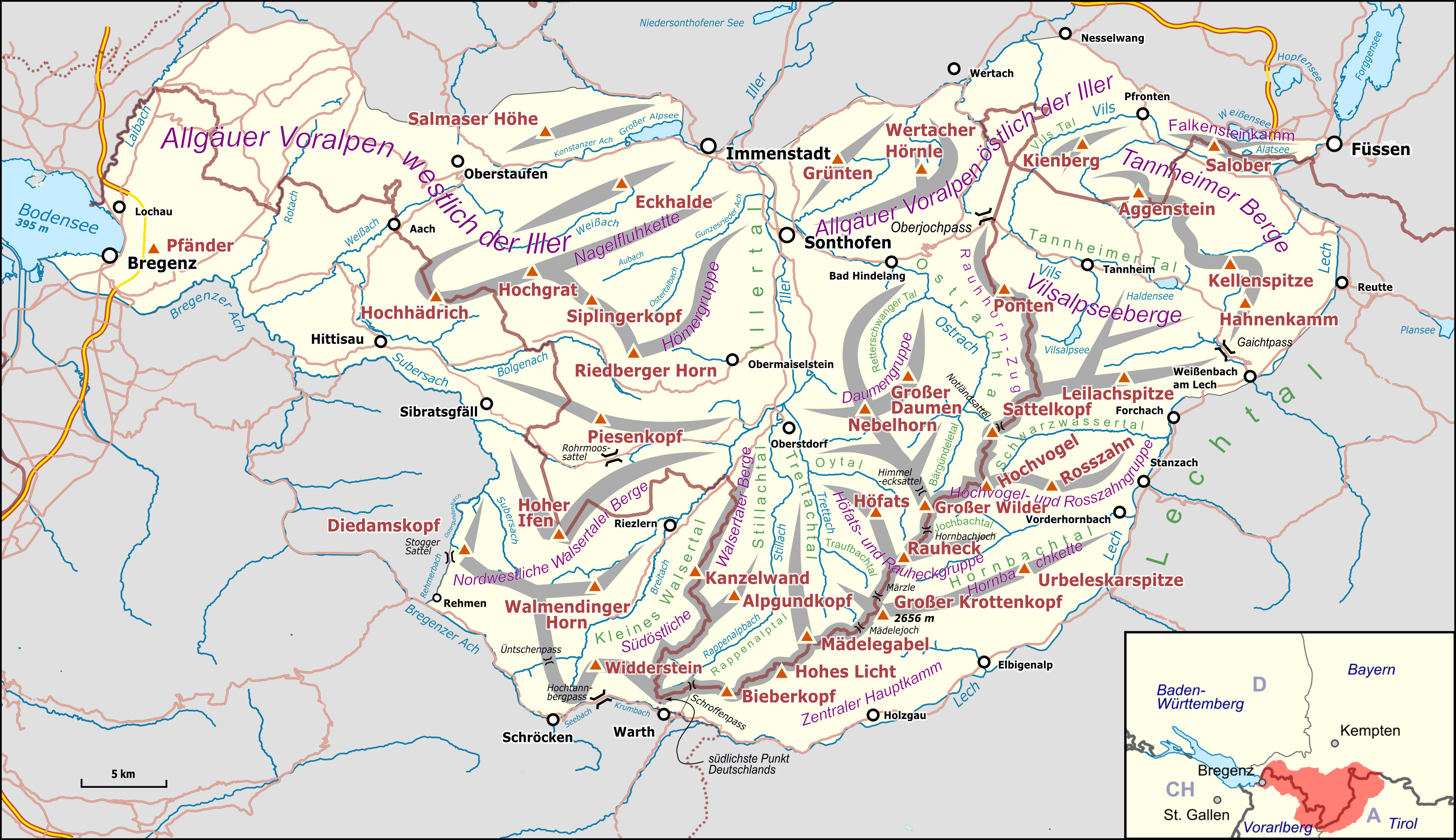
Les chaînons et les sommets du massif.

### Situation
Le massif est entouré par les Alpes d'Ammergau à l'est, les Alpes de Lechtal au sud-est, le massif de Lechquellen au sud du col du Hochtannberg et le massif du Bregenzerwald au sud-ouest.
Il est bordé par le Lech au sud et à l'est et baigné par le lac de Constance à l'ouest.

### Topographie
Les massifs des Préalpes orientales septentrionales se décomposent en deux catégories de reliefs : des chaînes de montagnes d'une part du massif du Bregenzerwald au Kaisergebirge, et des plateaux d'autre part du Loferer Steinberge au Rax. Ainsi, les Alpes d'Allgäu sont composées de chaînes de montagnes à la topographie variée et complexe.
Une ligne de crêtes principales s'étend du sud, au niveau du col de Schrofen dans les environs de Warth, à l'est du massif, au niveau du col de l'Oberjoch. Elle dessine pour partie la frontière entre l'Autriche et l'Allemagne.
Depuis ces crêtes principales partent de nombreux chaînons.
Elles ne sont pas centrées géographiquement par rapport au massif. En conséquence, les chaînons latéraux sont beaucoup plus longs vers le nord-ouest et le nord que vers le sud et l'est, tout comme les vallées, ce qui a des effets concrets sur le tourisme. Sur le versant septentrional, au sud d'Oberstdorf, les routes sont réglementées et l'usage de véhicules privés la plupart du temps interdit. Ainsi, du sommet du Hohes Licht, la route de la vallée du Lech, au sud, se trouve à 3,5 km à vol d'oiseau, alors que vers le nord, 8,5 km le séparent du point le plus rapproché admis aux automobiles. Dans le cas du Hochvogel, ces mêmes chiffres sont respectivement de 3 km et 11 km. En outre, les voies d'accès depuis le sud sont sensiblement plus élevées en termes d'altitude. Malgré ces conditions, l'accès majoritaire à ces crêtes principales continue à se faire depuis le versant allemand.

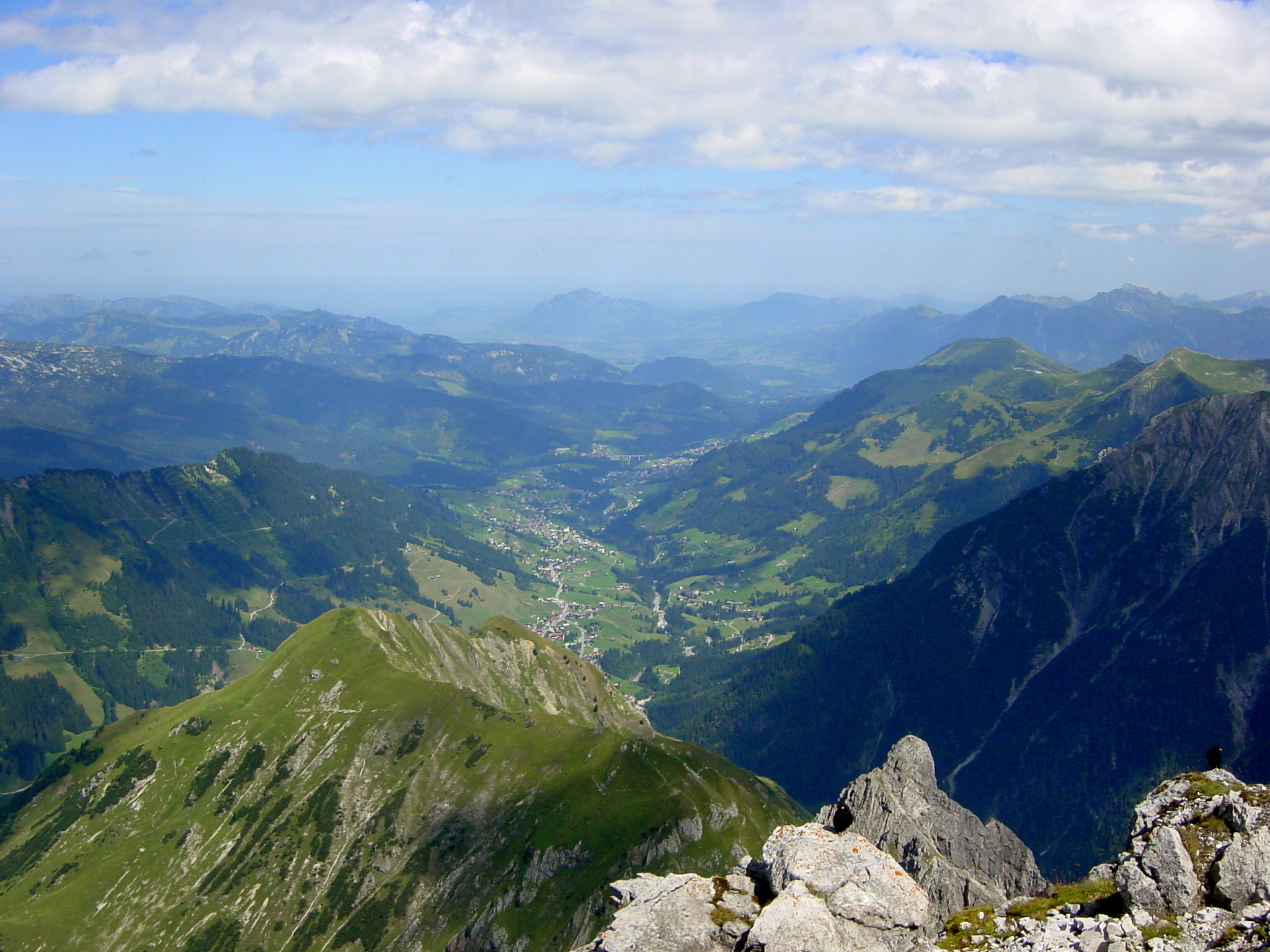
Le Kleinwalsertal depuis le Grosser Widderstein.

Dans la partie occidentale du massif, il n'existe aucun chaînon continu important. Du Fellhorn au Grosser Widderstein il y a cependant un petit chaînon qui se raccorde au sud des crêtes principales. Il ferme la vallée du Kleinwalsertal en arc de cercle. Avec le Hoher Ifen et son plateau de Gottesack constitué de roche calcaire se trouve la seule exception à l'aspect en chaînes de montagnes du massif. À celle-ci s'ajoute le chaînon de Nagelfluh constitué pour sa part de molasse.
Le chaînon de Tannheim est formé dans sa partie centrale de calcaire issu de récifs coralliens. Cette particularité ainsi que son isolement lui donnent un caractère topographique spécifique par rapport au chaînon principal. Les crêtes entre Aggenstein et Hahnenkamm forment la partie principale locale du chaînon. Les montagnes à l'est et au nord de celui-ci sont des collines isolées.

### Partition
Les anciennes éditions du guide des associations alpines des Alpes d'Allgäu découpaient le massif en un chaînon principal (Allgäuer Hauptkamm) et en chaînons secondaires et groupes restants (Seitenkämme und übrige Gruppen).
Le chaînon principal était alors partagé en huit sous-groupes : Rappen-Alpen, Hochlicht-Gruppe, Peischelgruppe, Mädelegabel-Gruppe, Krottenspitz-Gruppe, Wilden-Gruppe, Hochvogel-Gruppe et Rauhhorn-Zug.
Les chaînons secondaires et groupes restants se composaient pour leur part de dix sous-groupes : chaîne de Hornbach, Höfatsgruppe, Daumen-Gruppe, Roßzahn-Gruppe, Vilsalpsee-(Leilach-)Gruppe, les montagnes entre les rivières Breitach et Stillach (Schafalpen et Warmatsgund), les montagnes du Walsertal sur la rive gauche du Breitach, les contreforts à l'ouest de l'Iller, les contreforts à l'est de l'Iller et les montagnes de Tannheimer.
La 16e édition actuelle du guide entreprend une subdivision en seulement douze sous-groupes. Une comparaison directe de ces sous-groupes entre l'ancien modèle et le nouveau modèle n'est pas possible car les frontières ont été tracées en partie récemment.

#### Préalpes d'Allgäu à l'ouest de l'Iller

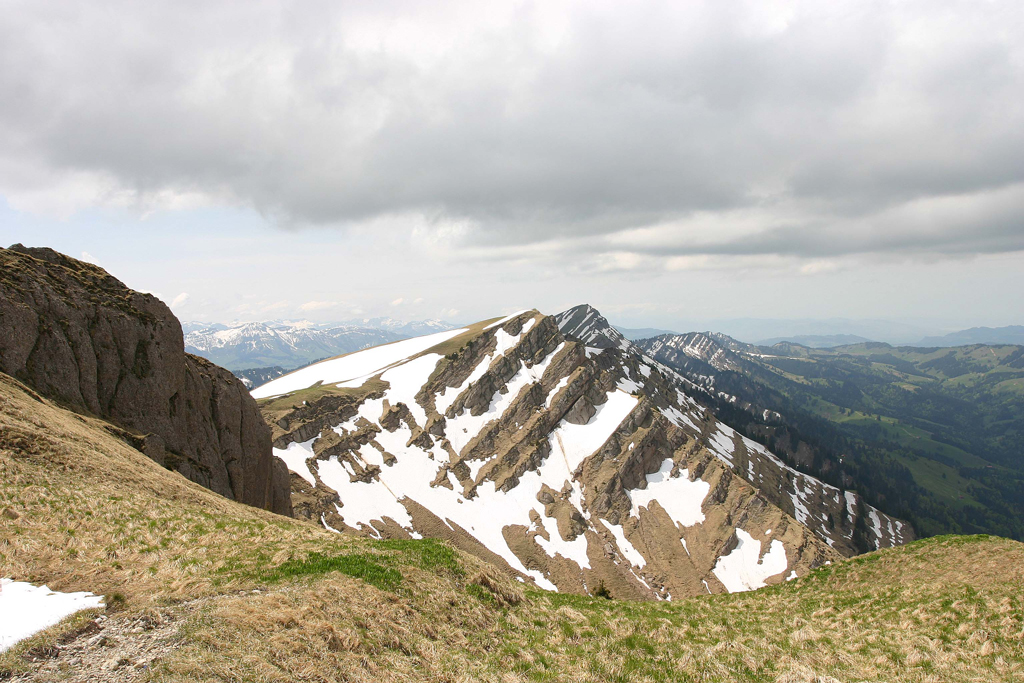
Chaînon de Nagelfluh depuis le Rindalphorn.

La frontière sud de ce sous-groupe va d'Oberstdorf à Sibratsgfäll en passant par Rohrmoos. Le sommet principal est le Hochgrat (1 834 m). Ces montagnes sont très appréciées des randonneurs. La composition rocheuse est variée. Au nord, la molasse est dominante. Elle forme le chaînon de Nagelfluh connu pour les montagnes comme le Hochgrat, le Rindalphorn, le Stuiben et le Steineberg. Au nord de ce chaînon, des montagnes, de moins en moins élevées, se composent aussi de molasse, tout comme la chaîne de montagnes au sud autour du Girenkopf et du Siplingerkopf.
Les sommets s'élevant plus loin au sud se composent de flysch. C'est la plus septentrionale des deux zones de flysch des Alpes d'Allgäu. Les montagnes se caractérisent par des formes rondes et douces. Ainsi, en hiver, elles sont un terrain populaire pour les tours organisés. La montagne la plus connue de cette zone est le Riedberger Horn qui s'arpente depuis le col du Riedberg. Le Ofterschwanger Horn, le Sigiswanger Horn et le Rangiswanger Horn appartiennent également à cette zone.
Au sud du col du Riedberg, les roches changent de nouveau. À cet endroit, le calcaire du Crétacé devient répandu, avec le fameux Besler. Son sommet peut être escaladé directement par une rampe vertigineuse ou plus simplement avec un détour par le sud. Il offre, tout comme de nombreuses autres montagnes de ce sous-groupe, un panorama sur les crêtes principales des Alpes d'Allgäu.

#### Montagnes au nord-ouest du Walsertal
La petite vallée des Walser (Kleines Walsertal) forme la frontière sud-est de ce sous-groupe ; la frontière nord va d'Oberstdorf à Sibratsgfäll en passant par Rohrmoos ; le col d'Üntschen le termine au nord-ouest. Le sommet principal est le Hoher Ifen (2 229 m). Cette montagne est avec le plateau de Gottesack voisin l'attraction majeure du sous-groupe. Les roches du Crétacé qui forment l'ensemble en sont la seconde particularité. En effet, les autres montagnes environnantes appartiennent à la zone de flysch méridionale. D'ailleurs le Hohe Ifen et le plateau séparent ces deux zones et sont donc une fenêtre géologique à l'intérieur de roches plus anciennes.

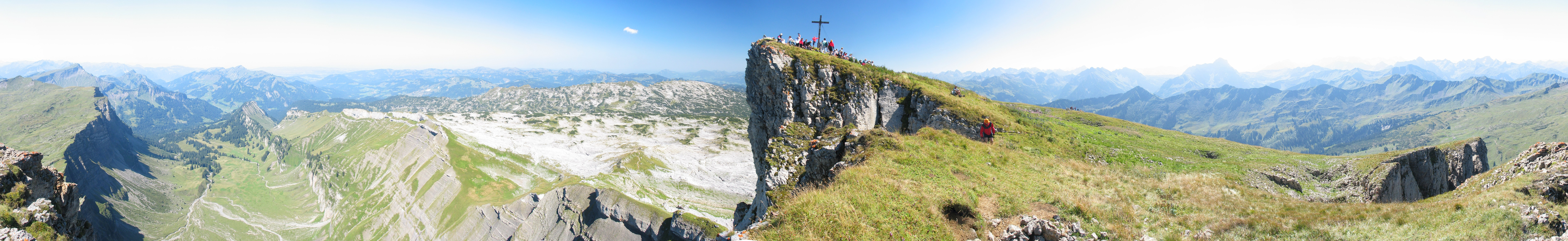
Panorama 360° depuis le Hoher Ifen.

#### Montagnes au sud-est du Walsertal

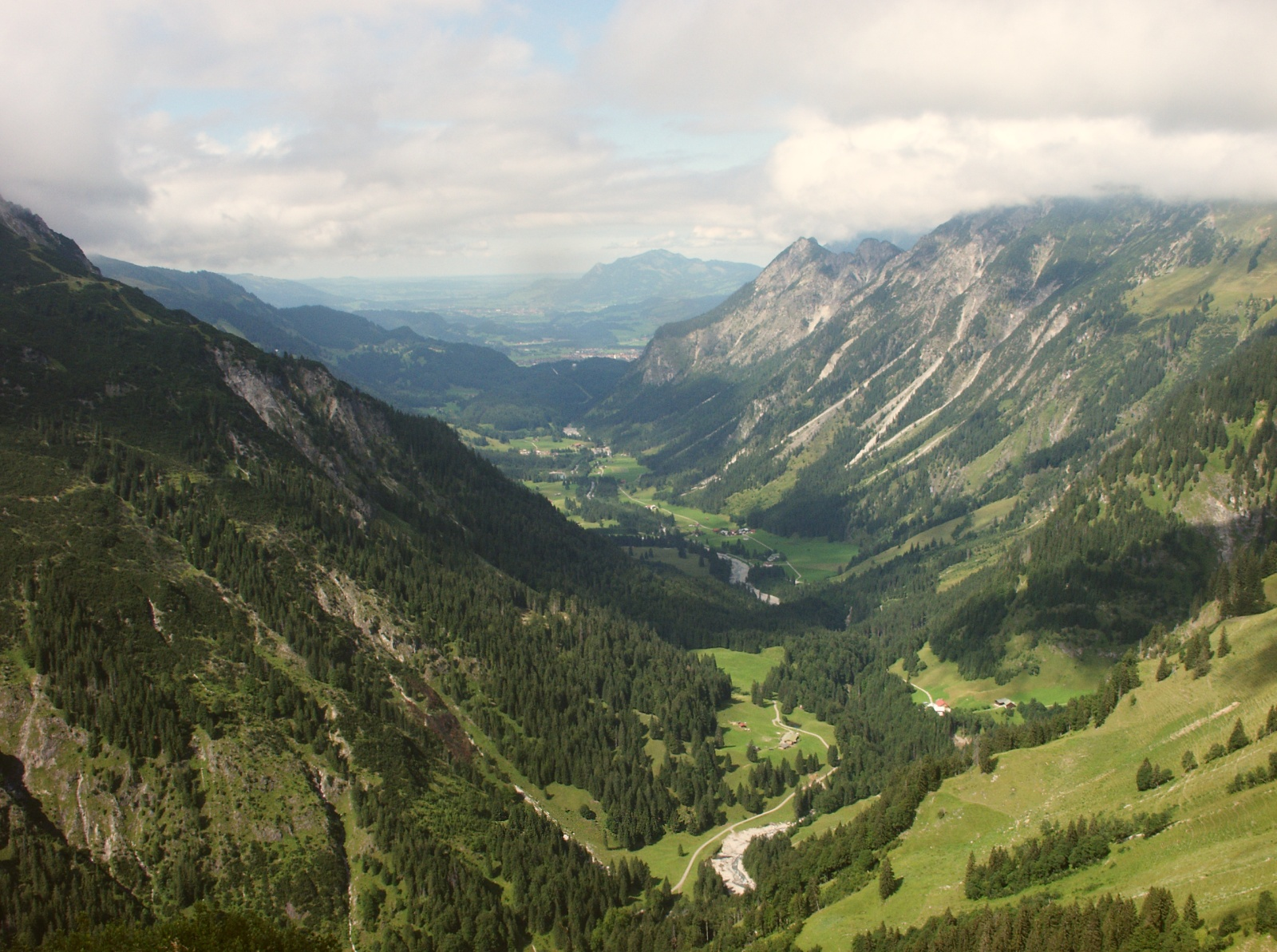
Vue sur la vallée de la Stillach.

Ce sous-groupe est limité au nord par la vallée de la petite Wals. À l'est et au sud-est se trouvent les vallées de la Stillach et de Rappenalpen. Le col d'Üntschen relie les montagnes au nord-ouest et celles au sud-est du Walsertal. Au col de Schrofen il est relié au chaînon principal des Alpes d'Allgäu. Le sommet principal est le Widderstein (2 533 m). Le domaine de randonnée et de ski du Fellhorn et du Kanzelwand, ainsi que le domaine d'escalade du Mindelheim, se trouvent dans ce sous-groupe. Alors que des lieux comme le Fellhorn ou les environs du refuge Mindelheim sont très visités, d'autres restent à l'écart des sentiers battus comme les montagnes au nord-est du Fiderescharte. Le Fellhorn s'élève dans la zone de flysch méridionale des Alpes d'Allgäu. La crête du Widderstein au-dessus du Schafalpenköpfe jusqu'au Griesgundkopf se compose de dolomie. On trouve aussi des roches du Lias dans le sous-groupe, par exemple à l'Elfer.

#### Chaînon principal
Ce sous-groupe s'étend entre le col de Schrofen et le Mädeljoch et embrasse le centre des Alpes d'Allgäu. Le célèbre chemin Heilbronn mène le long des crêtes. Des sommets comme le Dreigestirn, le Trettachspitze, le Mädelegabel, le Hochfrottspitze ou le Hohes Licht (point culminant du sous-groupe avec 2 651 m) s'y élèvent. Il y a aussi des lieux peu fréquentés comme le Himmelschrofenzug ou le groupe méridional du Peischel. Les sommets principaux se composent de dolomie. Cette couche habituelle de la vallée du Lech a été rattachée aux roches du Lias de la couche de l'Allgäu. Parmi de nombreux autres endroits, le tracé de la faille inverse, les alentours du refuge Kemptner (Trettachrinne) ou le refuge du lac de Rappen (Linkerskopf) valent le détour. On observe même une double composition des roches le long de la faille inverse. Ainsi, la partie nord de l'Himmelschrofenzug se compose de dolomie tandis que la partie sud se compose de roches du Lias de la couche de l'Allgäu. Les dolomies du chaînon principal passent ensuite de nouveau sur la couche de l'Allgäu.

#### Préalpes d'Allgäu à l'est de l'Iller
Ce sous-groupe se trouve au nord de l'Oberjoch. La vallée de l'Iller forme la frontière occidentale, la vallée de l'Ostrach la frontière méridionale et la vallée de la Vils la frontière orientale. Le sommet principal est le Grünten (1 738 m). Ces montagnes offrent avant tout pour le randonneur un beau terrain d'activité. En outre, elles ont l'avantage d'être dépourvues de neige plus longtemps dans l'année que les autres sous-groupes lui succédant au sud. Elles sont composées de quatre types de roches différents. Au nord, la molasse est prédominante. On trouve également du flysch et de la dolomie, et enfin du calcaire de Schratten du Crétacé dans le Grünten, ce qui en fait un parent géologique du Hoher Ifen.

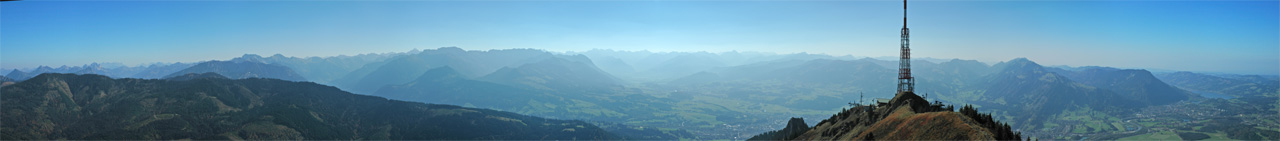
Panorama à 360° depuis le Grünten : Alpes d'Allgäu (gauche et centre), vallée de l'Iller (centre), groupe de Hörn et chaînon de Nagelfluh (droite) et lac d'Alp (extrémité droite).

#### Montagnes de Tannheim
Ce sous-groupe était considéré dans la première moitié du XIXe siècle comme massif indépendant des Préalpes orientales septentrionales. Le nom « Alpes de Vils » était partiellement usité. Ce ne fut que plus tard qu'il fut rattaché aux Alpes d'Allgäu. Le sommet principal est le Kellespitze (2 247 m). La large vallée de Tannheim sépare clairement le sous-groupe du reste du massif. Géologiquement, il existe également des différences : alors que les Alpes d'Allgäu se composent de fragiles dolomies ou roches jurasiennes, le calcaire du Wetterstein, issu de récifs coralliens, prédomine dans la partie principale des montagnes de Tannheim, offrant une roche solide. Ainsi les sommets les plus connus sont le Rote Fluh, le Gimpel, le Kellespitze et le Gehrenspitze, un domaine d'escalade réputé. De plus, chez les randonneurs, le sous-groupe est populaire, puisqu'au début de l'été, alors que les crêtes principales des Alpes d'Allgäu sont encore enneigées, beaucoup de sentiers sont ici accessibles.

#### Crêtes des Falkensteins
Elles forment un très petit sous-groupe, qui plus est peu élevé, à la marge nord-est des Alpes d'Allgäu, entre Pfronten et Füssen. La Vils les sépare des montagnes de Tannheim. Sur la rive opposée du Lech se trouvent les Alpes d'Ammergau. Le sommet principal est le Zirmgrat (1 293 m). Le lac d'Alat se trouve dans le sous-groupe, ainsi que le Grand lac Blanc, au nord. Le panorama est partiellement limité à cause du boisement. Le calcaire du Wetterstein dominant engendre des constructions rocheuses impressionnantes.

Crêtes des Falkensteins et Montagnes de Tannheim.

#### Montagnes du lac de Vilsalp
Ce sous-groupe se trouve dans le nord-est des Alpes d'Allgäu, entre l'Oberjoch et le Notländsattel. Les vallées périphériques sont celles de Tannheim, du Lech, de l'Eau Noire du Tyol (Tiroler Scharzwassertal) et de l'Ostrach. Le sommet principal est le Leilachspitze (2 274 m). La dolomie est la roche prédominante. Le lac de Vilsalp, accessible depuis la vallée de Tannheim, se trouve au cœur du sous-groupe. Dans la littérature, il est parfois rattaché aux montagnes de Tannheim. Des chemins de randonnée en altitude permettent la traversée. Beaucoup de sommets ignorés sont cependant accessibles, malgré l'absence de chemin repéré, sans grande difficulté pour des randonneurs entraînés.

#### Groupe de Daumen
Ce sous-groupe se trouve à l'est de la vallée de l'Iller. Le Himmelecksattel le relie aux autres sous-groupes. Mis à part la vallée de l'Iller, les frontières sont formées par les vallées de l'Ostrach, du Bergündle et de l'Oy. Le sommet principal est le Grosse Daumen (2 280 m). Le Seilbahnberg Nebelhorn est réputé pour son domaine d'escalade Hindelanger. Les chemins de randonnée panoramiques permettent de franchir la partie sud du groupe de Daumen. Géologiquement, il existe une division en trois parties : la crête autour du Nebelhorn et du Grosse Daumen se compose de dolomie, le Sonnenköpfe de flysch, et au sud du Nebelhorn, les roches du Lias avec leurs flancs herbeux raides dominent. Les montagnes les plus connues de cette région sont le Schneck, le Himmelhorn et le Laufbacher Eck.

Panorama 360° depuis le Nebelhorn.

#### Groupes de Höfats et Rauheck

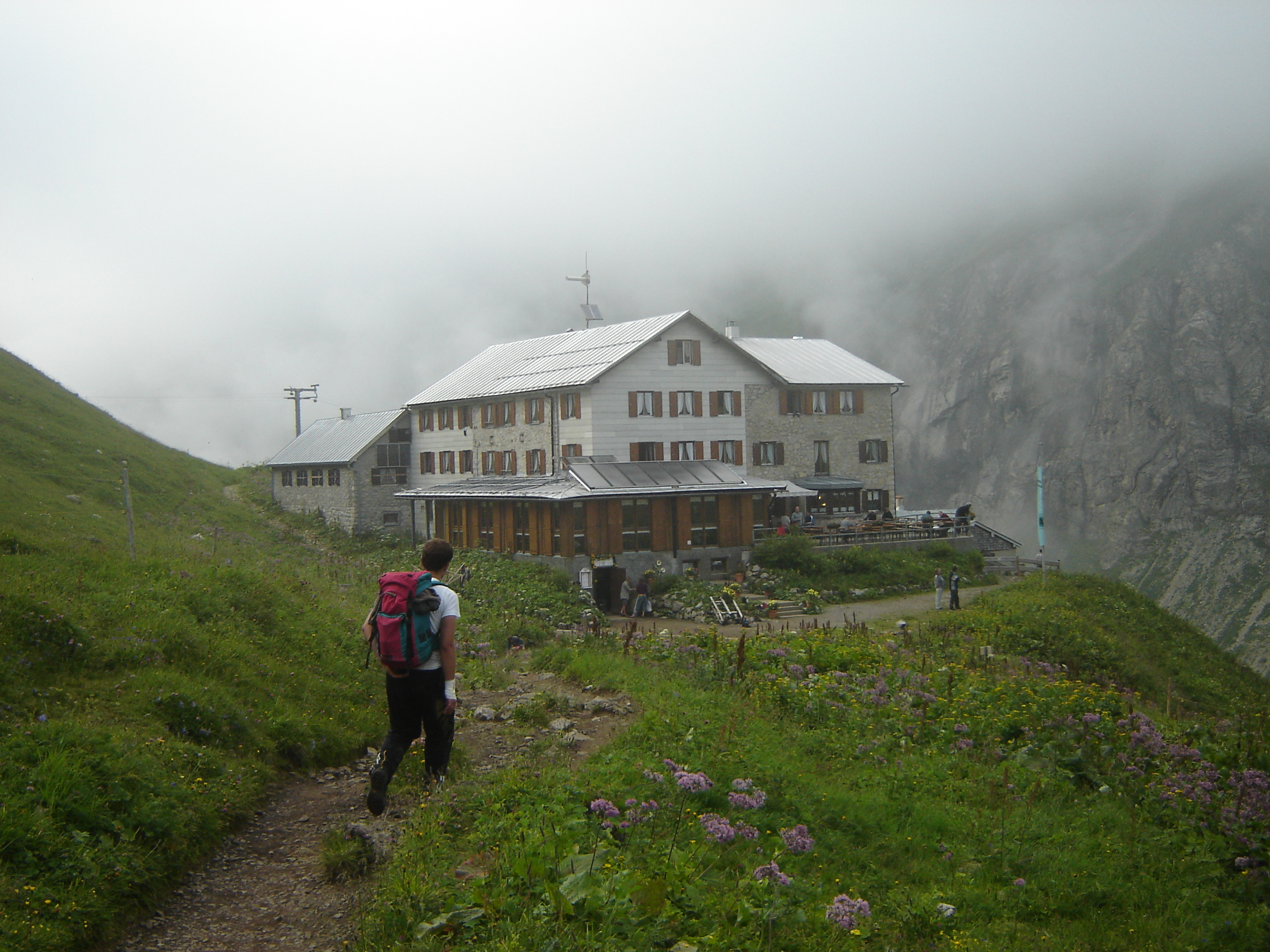
Le refuge de Kemptner.

Le sous-groupe englobe une partie du chaînon principal entre le « Märzle » Joch et le Hornbachjoch. Les vallées périphériques sont celles de Trettach, du Trauf, d'Oy, de Hornbach et de Jochbach. Le sommet principal est le Rauheck (2 384 m). Plus encore que dans chacun des autres sous-groupes des Alpes d'Allgäu, les raides montagnes herbeuses du Lias dominent ici. La plus célèbre, symbole de tout le massif, est le Höfats. Elle est si raide que seuls les randonneurs expérimentés la gravissent habituellement. Parmi ces montagnes on compte également le Rauheck et le Kreuzeck, dans les crêtes principales et le Kegelköpfe. La dolomie constitue uniquement la face nord du Höfats. Le chemin de randonnée d'altitude entre le refuge Kemptner et la cabane Prinz Luitpold traverse le sous-groupe, mais évite la plupart des sommets à cause de leur inaccessibilité.

#### Groupes de Hochvogel et Rosszahn
Ce sous-groupe englobe également une partie du chaînon principal entre le Hornbachjoch et le Notländsattel. Le Himmeleck forme la frontière avec le groupe de Daumen. Les vallées périphériques sont celles de Jochbach, de Hornbach, du Lech, de l'Eau Noire et de Bergündle. Le sous-groupe se compose principalement de dolomie. Le sommet principal est le Hochvogel (2 592 m). Il est considéré comme la montagne la plus harmonieuse des Alpes d'Allgäu, en particulier vue du nord. Le Hochvogel avec son étape principale, la cabane Prinz Luitpold est aussi la montagne de loin la plus arpentée du sous-groupe. Tous les autres sommets alentour sont moins hauts et moins gravis. Dans aucun autre sous-groupe le contraste n'est aussi grand entre l'affluence des visiteurs et leur absence : seuls quelques kilomètres à vol d'oiseau séparent le Hochvogel des sommets du groupe de Rosszahn qui sont rarement gravis.

#### Chaîne de Hornbach
C'est le plus grand chaînon secondaire des Alpes d'Allgäu. Le sous-groupe s'étend de Öfnerspitze au chaînon principal. Au sud, il est limité par la vallée du Lech, tandis qu'au nord il s'agit de la vallée de Hornbach qui lui donne son nom. Dans la chaîne de Hornbach se trouve le point culminant des Alpes d'Allgäu, le Grosser Krottenkopf (2 657 m), et en outre certains autres sommets qui font partie des vingt plus hauts du massif. Malgré son importance, la chaîne de Hornbach est restée relativement isolée et peu arpentée. Les sommets se composent de dolomie ; en conséquence, il y a une alternance de sommets et de hauts cirques. Plusieurs très hauts sommets de la chaîne reçoivent la visite de seulement quelques personnes par an.

### Répartition territoriale
Les Alpes d'Allgäu en tant qu'unité géographique et massif des Alpes s'étendent sur deux États et quatre Länder. La partie bavaroise représente un peu plus de la moitié de la superficie totale et concorde avec la partie prédominante du bassin de l'Iller. La partie bade-wurtembourgeoise contient seulement l'extrémité nord-ouest du massif jusqu'à l'Adelegg. La partie tyrolienne correspond en grande partie au Lech et à ses affluents, tandis que la partie du Vorarlberg se concentre autour du bassin de Bregenzer Ache.
Au sein des Alpes d'Allgäu il existe un tripoint, bien que relativement peu spectaculaire, entre la Bavière, le Tyrol et le Vorarlberg. Il se trouve quelques mètres à l'ouest du Gehrner, à 1,5 km au nord de Warth dans le Vorarlberg et 4 km à l'ouest du Biberkopf, le point le plus méridional de l'Allemagne.
La frontière entre la Bavière et le Vorarlberg ne suit pas exactement la principale ligne de partage des eaux européenne entre la mer du Nord et la mer Noire. Ainsi, Balderschwang en Allemagne se trouve déjà à l'ouest de cette ligne. À l'inverse, le Kleinwalsertal appartenant au Vorarlberg se trouve à l'est. La frontière entre Bavière et Tyrol suit en grande partie les crêtes principales des Alpes d'Allgäu.
La partie bavaroise des Alpes d'Allgäu se trouve à l'intérieur de la circonscription administrative de la Souabe. L'arrondissement d'Oberallgäu comprend la région centrale autour de l'Iller, l'arrondissement d'Ostallgäu les régions du nord-est comme les montagnes de Tannheim, l'arrondissement de Lindau (lac de Constance) les régions du nord-ouest. La ville indépendante de Kempten im Allgäu se trouve aussi dans l'Allgäu.
La partie tyrolienne se trouve en plein à l'intérieur du district de Reutte, alors que la partie du Vorarlberg se trouve en plein à l'intérieur de celui de Bregenz.
Si on considère les Alpes d'Allgäu au sens large en englobant l'Adelegg, le Land allemand du Bade-Wurtemberg possède aussi une petite partie du massif. Elle se trouve à l'intérieur du district de Tübingen et en particulier de l'arrondissement de Ravensburg.
Le Kleines Walsertal, dans le Vorarlberg, et Jungholz au Tyrol sont accessibles par la route uniquement depuis l'Allemagne. La vallée a certes une frontière relativement longue avec le reste du Vorarlberg, mais de hautes chaînes de montagnes empêchent toute liaison routière. Dans les années 1960 et 1970, il y a eu des plans pour un tunnel routier entre le Kleines Walsertal et la vallée de la Bregenzer Ache. Mais la population refusa l'ouvrage : d'une part, la vallée serait devenue un lieu de transit pour le trafic, et d'autre part, cela ne l'aurait pas rapprochée en termes de distance du centre du Vorarlberg autant que de l'Allgäu.

### Sommets principaux
| - Grosser Krottenkopf, 2 656 m - Hohes Licht, 2 651 m - Hochfrottspitze, 2 649 m - Mädelegabel, 2 644 m - Urbeleskarspitze, 2 632 m - Steinschartenkopf, 2 615 m - Bockkarkopf, 2 609 m - Marchspitze, 2 609 m - Bretterspitze, 2 608 m - Biberkopf, 2 599 m - Trettachspitze, 2 595 m - Hochvogel, 2 592 m - Kreuzkarspitze, 2 587 m - Grosser Widderstein, 2 533 m - Peischelspitze, 2 512 m - Kratzer, 2 427 m - Rauheck, 2 384 m | - Geisshorn, 2 366 m - Schafalpenköpfe (de), 2 320 m - Kleiner Wilder, 2 306 m - Großer Daumen, 2 280 m - Leilachspitze, 2 274 m - Schneck, 2 268 m - Höfats, 2 258 m - Gaishorn, 2 247 m - Kellespitze, 2 238 m - Jochspitze, 2 232 m - Hoher Ifen, 2 229 m - Jöchelspitze, 2 226 m - Nebelhorn, 2 224 m - Gimpel, 2 173 m - Rote Flüh, 2 108 m - Große Schlicke, 2 059 m - Kanzelwand, 2 058 m - Fellhorn, 2 037 m | - Obere Gottesackerwände, 2 033 m - Walmendinger Horn (de), 1 990 m - Aggenstein, 1 985 m - Rubihorn, 1 957 m - Seichenkopf, 1 864 m - Breitenberg, 1 838 m - Hochgrat, 1 834 m - Riedberger Horn, 1 786 m - Grünten, 1 738 m - Sonnenkopf, 1 712 m - Wertacher Hörnle (de), 1 695 m - Besler, 1 679 m - Immenstädter Horn (de), 1 490 m - Mittagberg (de), 1 451 m - Schwarzer Grat (de), 1 118 m - Pfänder, 1 062 m |

Par ailleurs, une liste (par ordre alphabétique) des sommets d'aspect herbeux a priori quelconque, mais constitués de roches du Lias et présentant pour certains des pentes de près de 70 %, figure ci-dessous.
| - Älpelekopf, 2 024 m - Bärenkopf (de), 2 080 m - Berggächtle, 2 007 m - Elferkopf, 2 387 m - Falken, 1 905 m - Fürschießer, 2 271 m - Giebel, 1 949 m - Großer Seekopf (de), 2 084 m - Himmelhorn, 2 111 m - Höfats, 2 258 m - Höferspitze, 2 131 m - Holzgauer Muttekopf, 2 431 m - Hüttenkopf, 1 939 m - Jöchlspitze, 2 226 m | - Kegelkopf, 1 959 m - Kleine Höfats (de), 2 073 m - Kleiner Rappenkopf, 2 276 m - Kleiner Seekopf (de), 2 095 m - Kreuzeck, 2 376 m - Kugelhorn, 2 125 m - Lachenköpfe, 2 112 m - Laufbacher Eck, 2 178 m - Linkerskopf, 2 459 m - Muttekopf (au Rauheck), 2 284 m - Rauheck, 2 384 m - Rothornspitze, 2 393 m - Rotkopf, 2 194 m | - Rotnase, 2 171 m - Salober (de), 2 087 m - Schneck, 2 268 m - Schochen, 2 100 m - Schochenspitze, 2 069 m - Seilhenker (de), 1 794 m - Spätengundkopf, 1 991 m - Strahlkopf, 2 388 m - Sulzspitze (de), 2 085 m - Vorderer Riffenkopf (de), 1 563 m - Wildengundkopf (de), 2 237 m - Zeiger (de), 1 994 m |

## Éléments du paysage

### Cours d'eau

#### Bassin de l'Iller

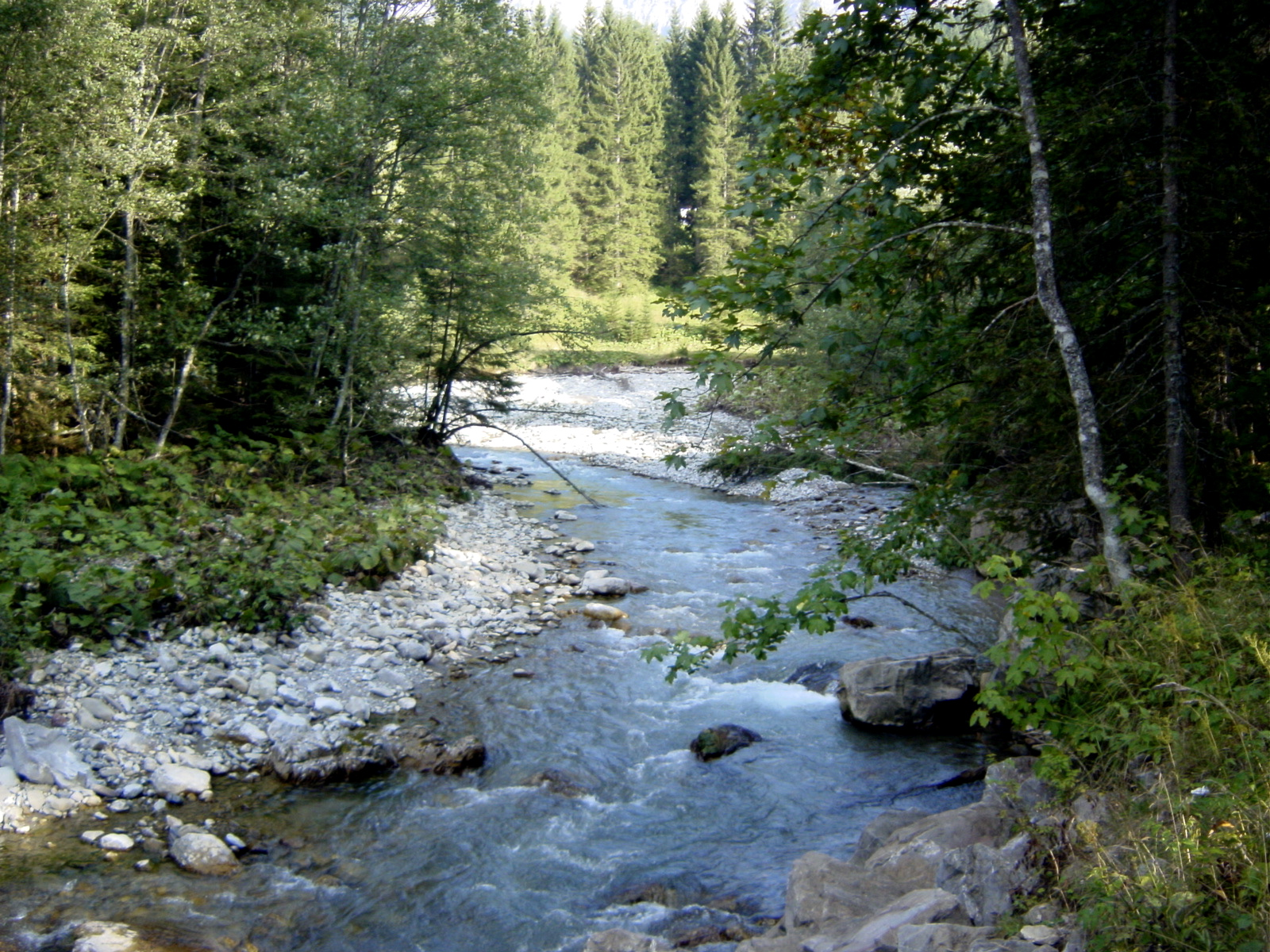
Le Breitach à Mittelberg.

L'Iller est formé au nord d'Oberstdorf par la confluence de trois rivières : le Breitach, le Stillach et le Trettach.
Le Breitach s'écoule dans la vallée de la petite Wals. Il naît au hameau de Baad de la confluence de trois ruisseaux : le Tura, le Derra et le Bergunt. Un autre affluent latéral est l'Eau Noire. Dans son cours inférieur, le Breitach doit se faufiler dans les dures roches calcaires. Il a formé au cours des années le Breitachklamm, des gorges parmi les plus connues des Alpes. En aval de celles-ci se jette encore le Rohrmooser Starzlach.

L'Eau Noire forme partiellement des gorges remarquables avec des cascades entre le refuge de l'Auen et son débouché au Breitach. Il passe à cet endroit sous un pont naturel, le reste d'un ancien conduit dans le Schrattenkalk. L'Au, un affluent de l'Eau Noire est également notable car il est, avec une longueur de 200 mètres l'un des plus courts ruisseaux existant. Sa source collecte les eaux souterraines du plateau de Gottesack.
Le Stillach est formé par la confluence des ruisseaux Rappenalpen et Bacherloch. Il contourne dans un coude le lac de Freiberg et plus en aval un autre coude à l'ouest d'Oberstdorf.
Le Trettach est formé par la confluence des ruisseaux Sperr et du Trettachrinne. Le chemin de randonnée au refuge Kemptner passe par le Sperrbachtobel. Ce défilé est menacé en permanence par les avalanches en hiver. Le fond de la vallée est recouvert toute l'année par les restes de ces avalanches. Le Trauf se jette dans le Trettach à Spielmannsau. Il s'écoule ensuite par le biais de quelques cascades. Un autre affluent latéral en aval est le Dieters qui forme un défilé avec des cascades dans son cours inférieur. Puis suit l'Oy qui se jette dans le cours supérieur du Stuiben. Le Trettach passe par Oberstdorf et la station du Nebelhornbahn.
Entre Oberstdorf et Sonthofen, plusieurs petits ruisseaux se jettent dans l'Iller. En aval se trouve le Ley qui forme un défilé remarquable, ainsi que le Hinanger avec une nouvelle cascade, et le Gaisalp qui provient des lacs des Gaisalp au Rubihorn et a formé le remarquable défilé du Reichen (ou défilé du Gaisalp).
L'Ostrach est un des plus grands affluents latéraux de l'Iller. Il arrose de vastes régions à l'est du bassin de l'Iller. Il s'écoule à la cabane Giebel et passe à Hinterstein, Bad Hindelang et Sonthofen. Le Bsonderach qui arrose la vallée Retterschwanger se jette après Hinterstein dans l'Ostrach. À Bad Hindelang se jette le Hirsch qui a formé un défilé remarquable À Sonthfen, le Starzlach se jette dans l'Ostrach. Il arrose la région entre le Grünten et le Tiefenbacher Eck et forme les fameuses gorges du Starzlach dans son cours inférieur.
Le Gunzesrieder Ach se jette, depuis l'ouest, dans l'Iller à Blaichach. Il prend sa source au Gunzesrieder Säge par la confluence des ruisseaux de l'Ostertal et de l'Au. L'Ostertal forme un défilé remarquable peu avant son embouchure. Il s'est formé, tout comme le défilé de Halden où coule le cours inférieur du Gunzesrieder Ach, dans la molasse.
Le Konstanzer Ach débouche également de l'ouest à Immenstadt dans l'Iller. Il arrose la dépression entre Oberstaufen et son embouchure. Peu de temps avant celle-ci, il est rejoint par le Steig, qui s'écoule dans la région entre le chaînon du Nagelfluh et l'Immenstädter Horn et forme un autre défilé.
En aval d'Immenstadt, l'Iller quitte le domaine des Alpes d'Allgäu au sens strict. Au sens large, il coule jusqu'à Kempten. Un affluent de la rive droite (est), le Rottach, arrose le nord de la montagne de Rottach. Dans son cours supérieur, le barrage du Rottach retient depuis 1991 les eaux dans un grand lac artificiel. Un affluent de la rive droite (ouest), le ruisseau du Waltenhofener, débouche quelques kilomètres avant Kempten. Il prend sa source dans le lac Niedersonthofner, alimenté par le Schratten. Ce ruisseau a creusé dans son cours supérieur le défilé de Fall dans la molasse.

#### Bassin du Lech

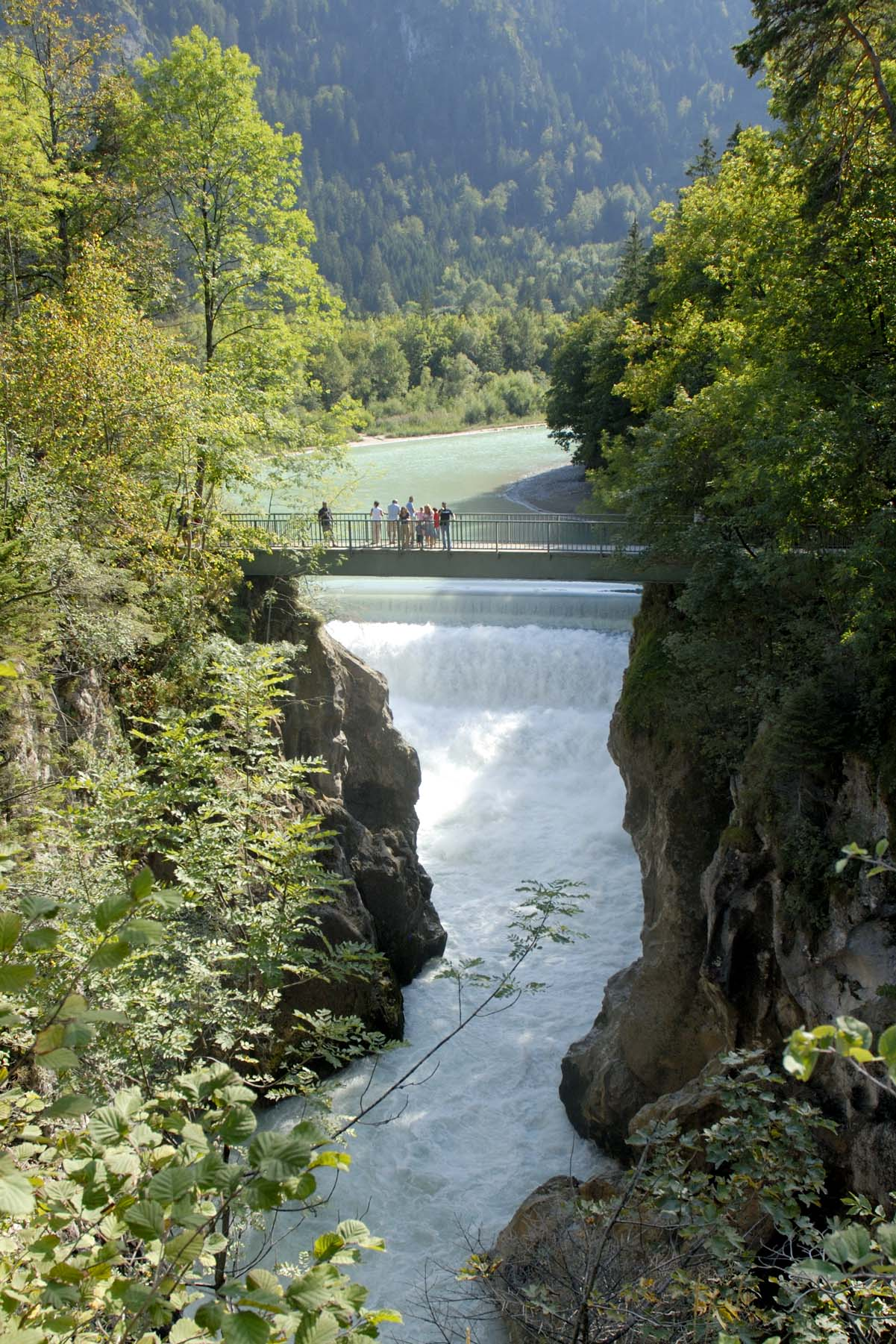
Le Lech à Füssen, en Allemagne.

Le Lech prend sa source dans le massif voisin de Lechquellen. Il coule à travers la ville de Lech et atteint le flanc sud des Alpes d'Allgäu quelques kilomètres à l'est de Warth. Par la suite, le cours d'eau borde la limite sud et sud-est du massif jusqu'à la frontière austro-allemande au pied des Préalpes à Füssen.
À Warth, le Krum, qui prend sa source au col du Hochtannberg, se jette dans le Lech. Le Höhen qui s'y jette à Holzgau est un autre affluent principal. Il est formé par la confluence du Schochenalp et du Rossgumpen et incise profondément le sud du chaînon principal des Alpes d'Allgäu. Dans son cours inférieur se trouve la cascade de Simms.
Le Bernhards se jette dans le Lech au Elbigenalp. Ce ruisseau arrose des gorges entre la chaîne centrale de Hornbach et le Bernhardseck au sud.
À la fin seulement de la longue chaîne de Hornbach se jette le plus grand affluent latéral, le Horn. Il arrose la vallée du Horn, une longue vallée entre le sud de la chaîne de Hornbach et le chaînon principal des Alpes d'Allgäu avec le Hochvogel au nord. Au début des années 1960, le lit du ruisseau a été protégé deux kilomètres avant son embouchure par un barrage à éboulis (en béton) de 15 mètres de haut. Au cours des années suivantes, celui-ci a retenu des centaines de mètres cubes de roches. Désormais, dans le cadre de la nouvelle réserve naturelle du Tiroler Lechtal, le barrage a été partiellement détruit, en deux étapes, en 2003 et 2005. Conséquemment, plus de 100 000 mètres cubes d'éboulis se sont déplacés en direction du Lech, contribuant à l'augmentation de plusieurs mètres du niveau de l'eau.

Une vallée latérale importante de la vallée du Horn est la vallée du Joch. Ce ruisseau prend sa source en aval du Hornbachjoch et se jette dans le Horn à Hinterhornbach. Il forme dans sa partie inférieure des gorges intéressantes. Elles ne sont pas accessibles mais on peut les admirer en bas du Gubelbrücke ainsi que depuis les chemins touristiques dans la vallée. Celle-ci est propice à tous les superlatifs : la plus sauvage et la plus originelle des Alpes d'Allgäu. Aucune voie carrossable ne mène vers les refuges du Joch qui se trouvent à peine au milieu de la vallée. Ils sont accessibles, comme toute la vallée, seulement par un chemin partiellement pénible. Comparativement aux autres vallées allemandes, ce côté du chaînon principal représente un autre monde.
Entre Stanzach et Forchach se jette l'Eau Noire. Pour éviter des confusions avec le ruisseau homonyme de la vallée du Kleinwalsertal, on l'appelle aussi Eau Noire tyrolienne (Tiroler Schwarzwasserbach). Elle se trouve entre le groupe de Rosszahn au sud et les montagnes du lac de Vilsalp au nord.
Le Weissen se jette dans le Lech au lieu homonyme. Il vient au milieu des montagnes de Vilsalp de la vallée de Birken entre le Leilachspitze au sud et le Litnisschrofen au nord.
Le Lech entre Warth et Füssen est reconnu, avec ses affluents, parmi les rivières sauvages encore considérablement préservées des Alpes. Il est aussi appelé Tagliamento du nord (le Tagliamento, dans les Préalpes orientales méridionales, est la rivière sauvage la mieux sauvegardée des Alpes). Des tentatives de protection par le rattachement au Lech se sont conclues à la fin de l'année 2004 par l'extension de la réserve et du parc naturels aux vallées latérales. Un classement de la région, au départ envisagé, en parc national n'a pu être réalisé. Malgré cette protection, les conflits vont continuer dans l'avenir entre les intérêts divers. Car une rivière sauvage avec toute sa dynamique et les espaces de peuplement de la vallée trouvent rarement un terrain d'accord plein et entier.

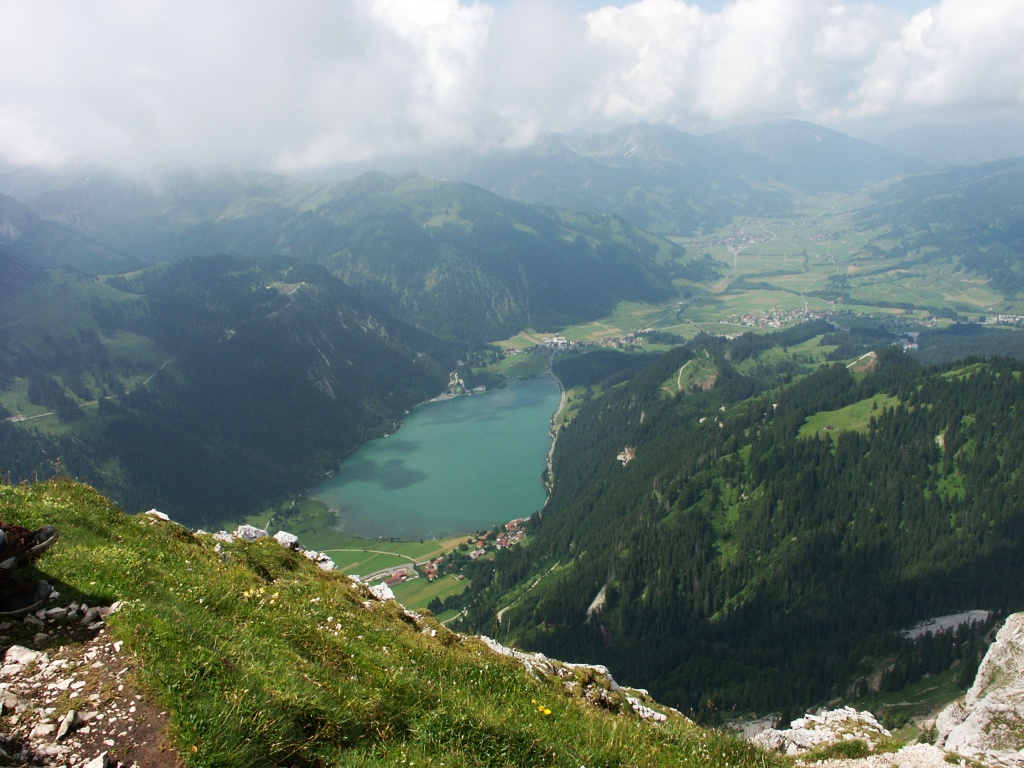
La vallée de Tannheim et le lac de Halden depuis le Roten Flüh.

Peu avant le pied des Préalpes, l'affluent le plus important du Lech provenant des Alpes d'Allgäu se jette dans ses eaux : la Vils. Elle prend sa source au sud des lacs de Vils et arrose de vastes régions depuis la vallée de Tannheim aux gorges de Pfronten. Après avoir quitté le lac, elle coule vers le nord à Tannheim, où se jette le Berger Ache provenant du lac de Halden à l'est de la vallée, puis vers l'ouest jusqu'à Schattwald, et de nouveau vers le nord où elle passe dans des gorges entre les sommets du Sorgschrofen et du Schönkahler. À cet endroit se trouvent aussi les chutes du Vils, mais cette cascade est quelque peu gâchée par la présence d'une centrale électrique. Peu avant Pfronten, la Vils prend la direction de l'est, où elle reçoit les eaux du Steinacher Ache dans la région autrichienne du Seebach. Ce ruisseau passe dans une profonde vallée entre l'Einstein et l'Aggenstein. Après Pfronten, le Reichen qui a formé des gorges remarquables depuis l'Aggenstein, se jette à son tour dans la Vils. Pour finir, peu avant Vils se jette le Küh qui forme des cascades intéressantes dans son cours inférieur.
Le Lech doit se faufiler peu avant Füssen par un goulet où l'on trouve les chutes du Lech. Celles-ci sont également un peu perturbées par la production d'énergie hydraulique. Enfin, il se jette dans le lac de Forggen, un grand lac artificiel.

#### Bassin du Bregenzer Ache
Le Bregenzer Ache prend sa source dans le massif de Lechquellen. Il atteint les contreforts sud-ouest des Alpes d'Allgäu à Schröcken. Il ne longe pas en permanence le massif : entre Au et le débouché du Subersach, il coule à travers le massif du Bregenzerwald. Il apparaît le caractère problématique inhérent à la division des Alpes en massifs distincts, avant tout orienté aux besoins des touristes et des alpinistes. Le relief montagneux situé sur la rive droite du Bregenzer Ache comme le Winterstaude ou le Hirschberg n'appartiennent du coup pas aux Alpes d'Allgäu. Ainsi le massif fait exception indirectement ici au Bregenzerwald au principe le plus souvent appliqué que les vallées profondes doivent former leurs limites.
Le premier affluent rencontré par le Bregenzer Ache provenant des Alpes d'Allgäu est le Subersach. Il prend sa source dans le Hochgerach, le plateau à proximité du Hoher Ifen. Dès Schönenbach et jusqu'à son débouché, il forme la frontière entre les deux massifs. Il s'enfonce dans des gorges en forme de canyon absentes de toute route et voiture. À Sibratsgfäll se jette le Ru qui s'écoule dans la vallée au nord du Hoher Ifen et des parois du Gottesacker.
L'affluent de rive droite suivant est le Weissach. Il prend sa source dans la zone des molasses des Alpes d'Allgäu, dans la vallée entre le chaînon de Nagelfluh et les crêtes de Prodel, coule à la station de Hochgratbahn et s'enfonce alors dans la roche. À Steibis se trouvent les cascades Buchenegg qui forment des chutes d'eau ravissantes. En aval d'Oberstaufen, le ruisseau forme les chutes d'Eibel.
Le Weissach a un affluent important, le Bolgenach. Il coule depuis l'est du col du Riedberg en passant par Balderschwang avant de quitter la Bavière pour le Vorarlberg. Il est considéré dans cette région d'Allemagne comme un des ruisseaux les plus naturels dans des roches à base de flysch et de craie. Il s'enfonce également dans son cours inférieur dans une forme de canyon avant de se jeter dans le Weissach.
Le dernier affluent considérable se jetant dans le Bregenzer Ache et le Rotach. Il prend sa source dans la région entre Sulzberg-Höhenrücken au sud et le Pfänderrücken au nord.
À Wolfurt, le Brengenzer Ache débouche dans la plaine du Rhin et se jette quelques kilomètres plus loin dans le lac de Constance.

#### Autres rivières et ruisseaux
Le Leiblach s'écoule au nord du Pfänder. Dans son cours inférieur, il longe la frontière austro-allemande jusqu'au lac de Constance. Le Ricken se jette dans le Leiblach et vient directement du Pfänder en formant les chutes de Scheidegg, hautes d'une quarantaine de mètres dans la molasse.
L'Argen se jette à Langenargen dans le lac de Constance. C'est une rivière des Alpes d'Allgäu dans leurs limites étendues. Il coule dans son cours inférieur à travers la haute-Souabe, en étant formé en amont par deux rivières.

L'Argen inférieur s'écoule dans l'ouest de l'Adelegg avec l'Arête noire (Schwarzen Grat) près d'Isny im Allgäu. L'Argen supérieur prend sa source au nord d'Oberstaufen et s'enfonce par la suite dans le défilé de l'Eis, l'un des plus connus et visité de l'Allgäu.
La Wertach prend sa source à l'Oberjoch et se jette dans le Lech près d'Augsbourg. Elle coule à l'Unterjoch et à Jungholz et alimente alors le lac de Grünten. Après avoir quitté les eaux du lac, Elle s'enfonce dans une forme de canyon et quitte les Alpes d'Allgäu. Un de ses affluents forme la cascade de Nesselwang.

#### Principale ligne de partage des eaux européenne
La principale ligne de partage des eaux européenne entre la mer du Nord et la mer Noire passe par la partie occidentale des Alpes d'Allgäu. Elle sépare les bassins de l'Argen et du Bregenzer Ache des bassins de l'Iller et du Lech.
Depuis le nord, c'est-à-dire depuis la haute-Souabe, elle atteint les Alpes d'Allgäu au sens large sur le versant est de l'Adeleggs. Ensuite, elle passe à l'est du Sonneneck entre le Hauchenberg à l'ouest et le lac de Niedersonthofen à l'est. Puis, elle passe au nord du lac de l'Alp sur le Thaler et le Salmaser Höhe pour redescendre alors dans la dépression entre le Staufner Berg et le Hündlekopf. Là, elle atteint le massif proprement dit.

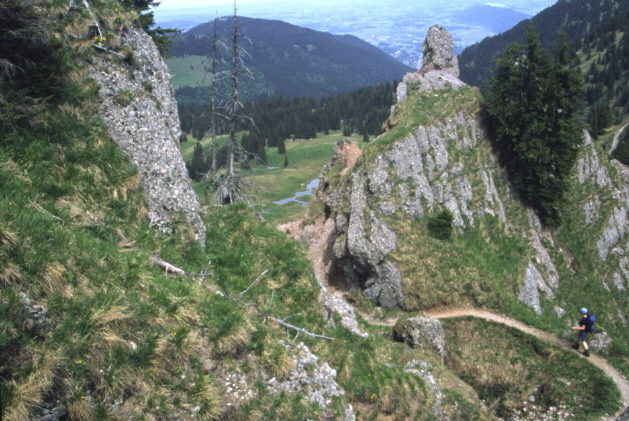
Descente du Stuiben.

La ligne de partage des eaux mène plus loin sur l'Hündelkopf et les crêtes de Prodel vers la cuvette près de Mittelberg-Alpe. Elle continue ensuite plus loin au Stuiben dans le chaînon du Nagelfluh et sur l'arête plus loin jusqu'au Hochgrat. De là, elle descend vers le sud au Scheidwang-Alpe et le long de l'arête du Girenkopf jusqu'au Riedberger Horn, puis par le col du Riedberg, le Besler et le Piesenkopf jusqu'au col entre Rohrmoos et Sibratsgfäll.
Enfin, elle se dirige sur le plateau de Gottesack et le Hoher Ifen vers le Gerachsattel et sur la longue arête du col de Hochalp jusqu'au Widderstein. Elle redescend alors au col du Hochtannberg, où elle entre dans le massif de Lechquellen.

### Lacs

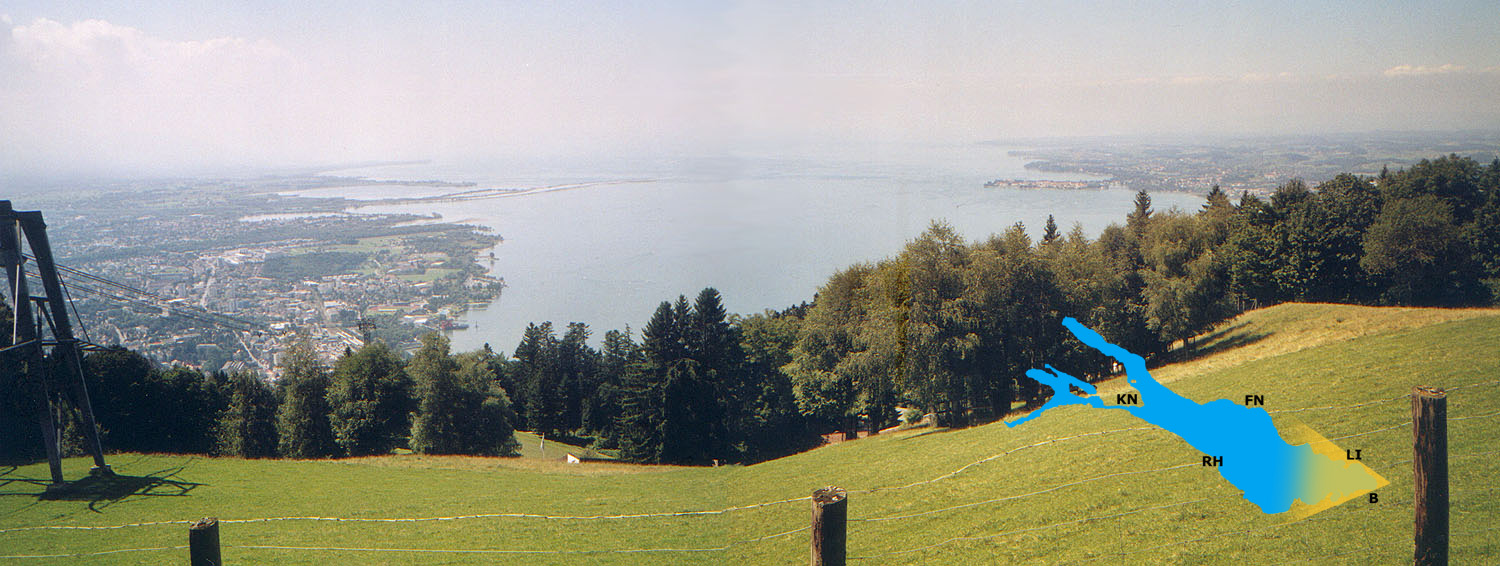
Lac de Constance depuis le Pfänder.

Les Alpes d'Allgäu sont baignées à leur extrémité ouest par le lac de Constance, le plus grand lac allemand et le deuxième plus important d'Europe centrale. En outre, elles possèdent de grand lacs dans les vallées ainsi qu'une série de lacs de haute montagne plus petits.
Mais les Alpes d'Allgäu ne font cependant pas partie des massifs des Alpes les plus riches en lacs. En effet, il n'y a pas de grands lacs de vallée ni de groupes de lacs de haute montagne, typiques de certaines régions des Alpes, ou davantage encore des Pyrénées ou de la Sierra Neveda californienne.

#### Lacs de vallées
Ces lacs sont accessibles pour la plupart en voiture. Ils offrent souvent une destination de loisir, par exemple la baignade ou la location de bateau.

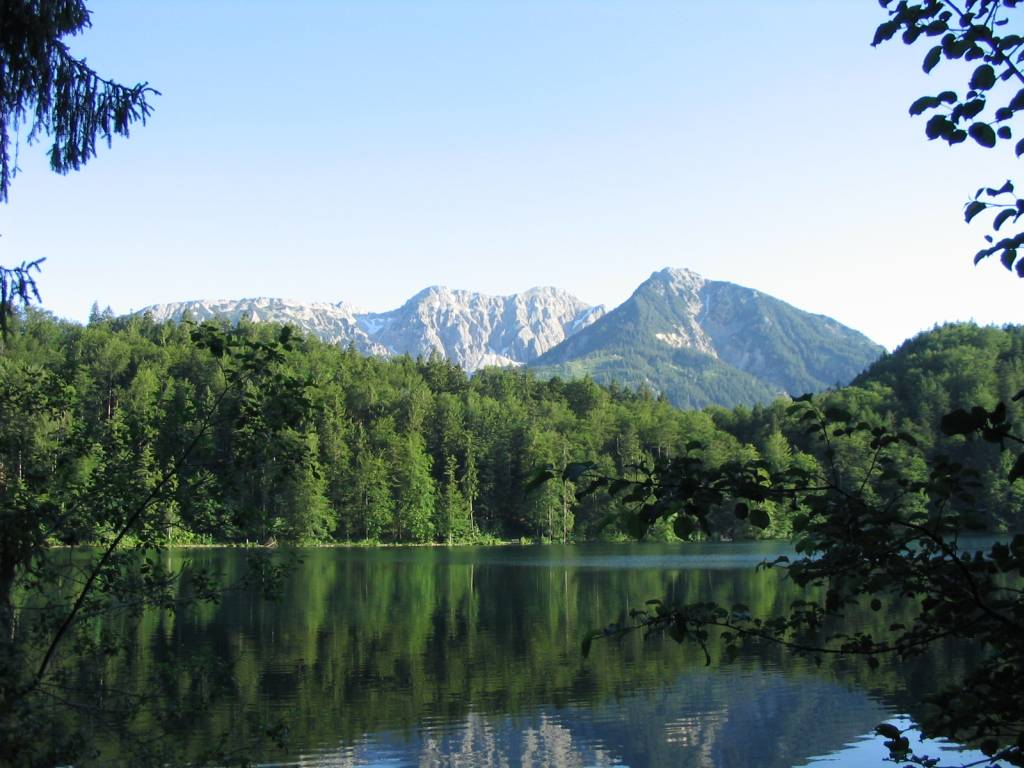
Le lac d'Alat avec les Alpes de Vils.

Le lac d'Alat se trouve à Füssen, dans une haute vallée à mi-altitude entre les Préalpes et la vallée du Vils. Le grand lac d'Alp (Großer Alpsee) se trouve à Bühl am Alpsee aux confins nord des Alpes d'Allgäu. C'est le lac le plus étendu du massif. Entre Bühl et Immenstadt se trouve le petit lac d'Alp (Kleine Alpsee). Le lac de Chrisles est un petit plan d'eau qui se trouve dans la vallée de Trettach au nord de Spielmannsau. Il n'est pas accessible en voiture, tout comme le lac de Freiberg près d'Oberstdorf qui se trouve environ 100 mètres au-dessus du niveau de la vallée. Le lac de Grünten est un lac artificiel entre Nesselwang et Wertach qui est également une destination de loisir.
Le lac de Halden se trouve au sein de la vallée de Tannheim entre Grän et Nesselwängle. Le lac de Niedersonthofen se trouve déjà en dehors des Alpes d'Allgäu au sens strict, à mi-chemin entre Immenstadt et Kempten. Un lac majeur (parmi tous ceux qui se trouvent en Allemagne) se situe entre Füssen et le lac d'Alat. Le Rottachspeicher (lac artificiel) se trouve à la bordure septentrionale des Alpes d'Allgäu entre Kempten et Oy. Le lac de Vilsalp se trouve dans une réserve naturelle au fond d'une vallée transversale de celle de Tannheim. Durant la pleine saison, la route de Zufahrt est bloquée à la circulation automobile : des liaisons routières sont mises en place depuis Tannheim. Le lac Blanc se trouve entre Füssen et Pfronten, au nord du massif.

#### Lacs de haute-montagne

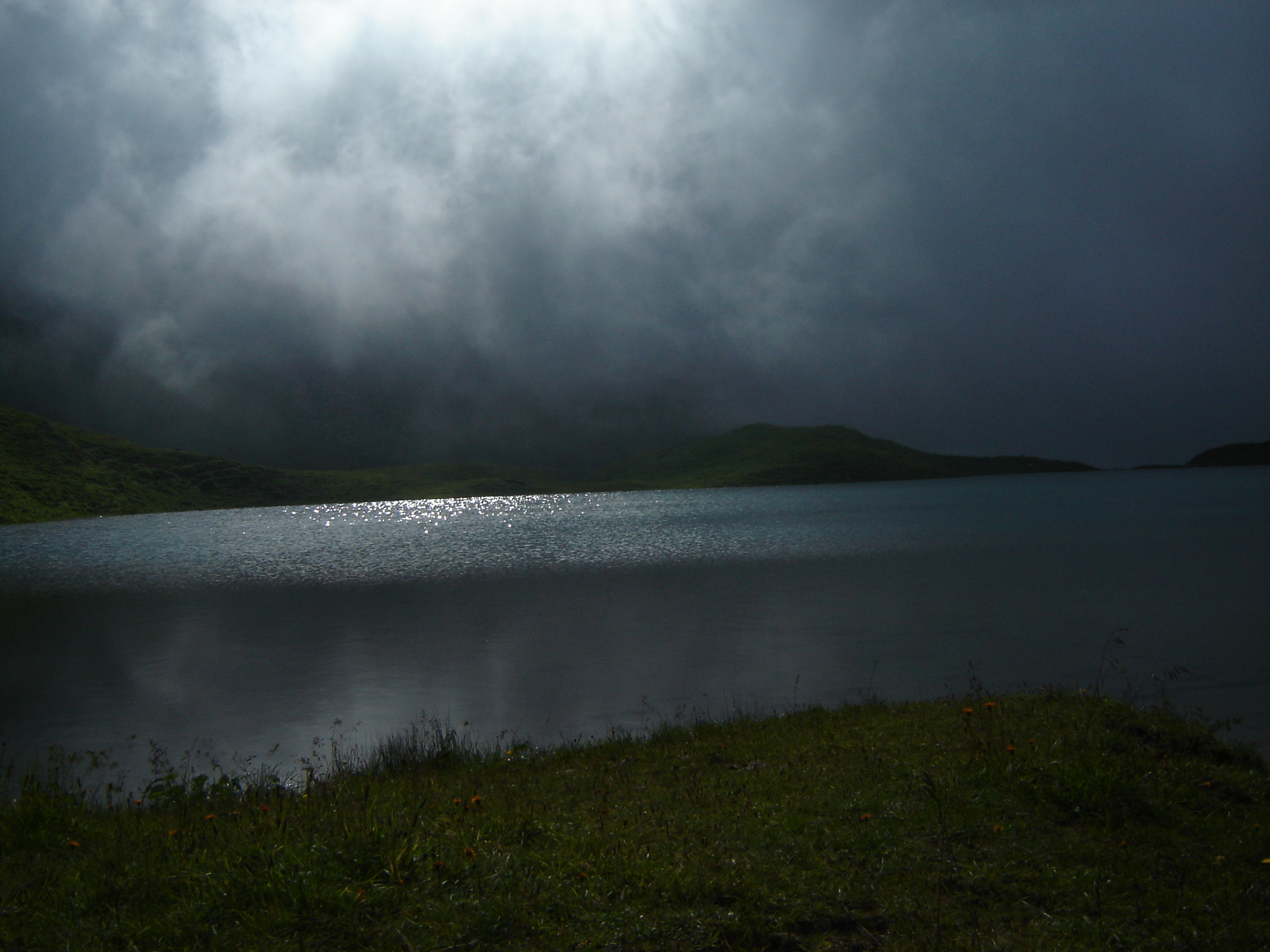
Jeu d'ombre et de lumière sur le lac de Rappen.

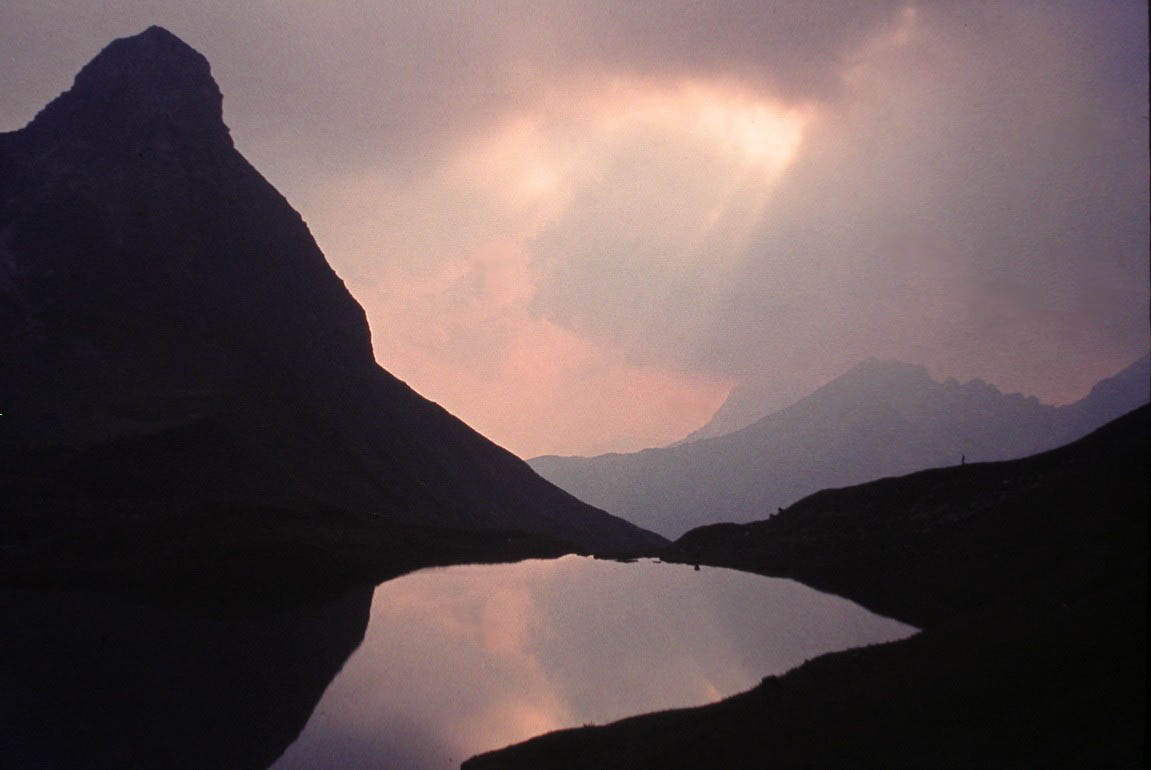
Coucher de soleil sur le lac de Rappen.

Les lacs de haute-montagne des Alpes d'Allgäu sont en partie accessibles relativement simplement par le biais de téléphériques. Beaucoup de lacs demandent quand même des ascensions prolongées à pied. Des sentiers de randonnée mènent à la majorité des lacs. Les plus isolés, et peut-être les plus magnifiques, sont ceux qui sont accessibles sans aucun chemin.
Les lacs de haute-montagne, par ordre alphabétique, sont :
- le lac de Glace (Eissee) se compose de deux petits lacs sur le versant nord de Rauheck. Le sentier de randonnée du refuge Kemptner à la cabande Prinz Luitpold mène directement au lac. Le nom provient de la couverture de neige et de glace qui le recouvre jusqu'au début de l'été, en raison de l'ombre provoquée par le flanc de la montagne.
- le lac d'Engeratsgund (Engeratsgungsee) se trouve sur le versant oriental du Grosse Daumen dans une belle situation au cœur des couches rocheuses jurassiennes du massif. La couverture dolomitique commence au-dessus du lac. Il se trouve par ailleurs au milieu d'un réseau de chemins touristiques passant par le Nebelhorm, puis Hinterstein, et par la cabane de Giebel et le Grosse Daumen.
- Les lacs supérieur et inférieur de Gaisalp (Obere und Untere Gaisalpsee) se trouvent dans un haut cirque entre le Rubihorn et l'Entschenkopf près d'Oberstdorf. Le chemin du Gaisalpe au Nebelhorn mène aux abords des deux lacs, tandis que le chemin vers le Runihorn longe seulement le lac inférieur (sensiblement plus grand). Entre les deux étendues se trouve un cirque glaciaire.
- Le lac de Gugger (Guggersee) se trouve sur le tracé du sentier panoramique du refuge de Mindelheim après Birgsau, sur le Taufersbergalpe. Il se trouve haut au-dessus de la vallée de Rappenalpen au sud du versant des Alpes de Schaf. Il constitue dans beaucoup de livres et brochures le premier-plan pittoresque des vues sur les montagnes d'en face que sont le chaînon principal des Alpes d'Allgäu avec le Trettachspitze, le Mädelegabel et le Hochfrottspitze. À tel point qu'il ne ressort pas qu'en fait ce lac est minuscule, si ce n'est sur une carte topographique. Si on atteint ce lac, après une montée pénible depuis Birgsau ou une longue randonnée par le sentier depuis le refuge de Mindelheim, il est même possible d'omettre ce lac. Sur sa rive est, des plantes aquatiques prolifèrent, annonçant sa disparition prochaine. En se déplaçant de quelques mètres sur la rive opposée, alors on retrouve la vision de carte postale sur les montagnes d'en face.
- Le lac d'Hermanns (Hermannskarsee) se trouve dans un environnement austère au sein de la chaîne de Hornbach dans le cirque naturel du même nom entre le Grosse Krottenkopf et le Marchspitze. La dolomie laisse peu de place à la végétation. Le sentier panoramique du refuge de Kemptner au refuge de Hermann von Barth mène directement devant le lac. Il est couvert de glace et de neige jusqu'en été.

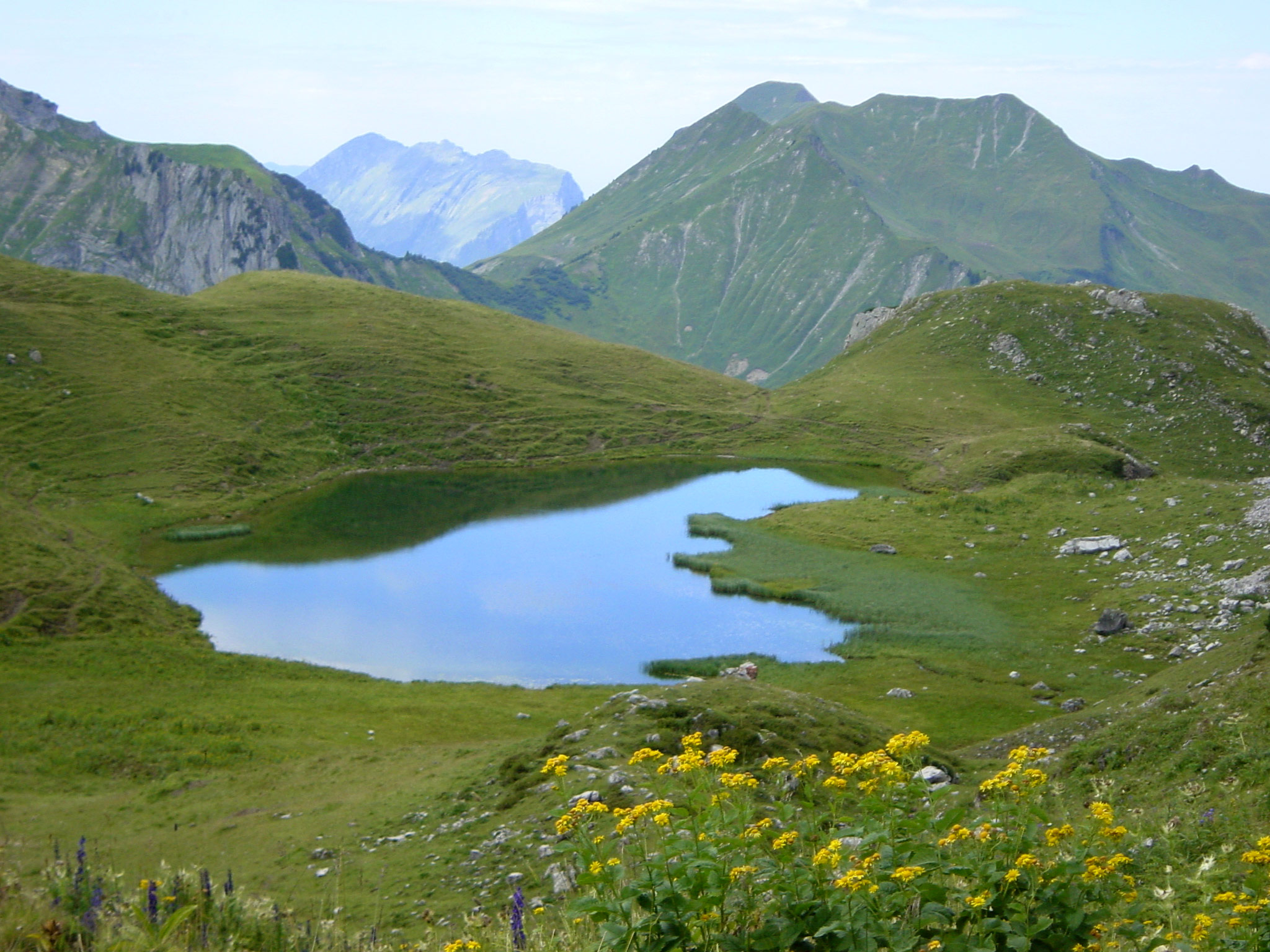
Le lac de Hochalp.

- Le lac de Hochalp (Hochalpsee) au sud-ouest du colosse rocheux du Widderstein est un lac relativement petit. Il se trouve sur le versant du Kleines Walsertal par rapport à la ligne de partage des eaux. Il est accessible en quelques minutes depuis le chemin touristique Baad - refuge de Widderstein. Le lac est recouvert de glace au moins jusqu'à fin juin.
- Le lac de Hörnle (Hörnlesee) se trouve dans un cirque naturel glaciaire directement à l'est du sommet du Wertacher Hörnle au Unterjoch. Ce lac en rappelle d'autres de certaines moyennes montagnes comme en Forêt-Noire ou dans la forêt de Bavière. Des chemins touristiques mènent au-devant et au-dessus du lac.
- Le minuscule lac du Koblat (Koblatsee) se trouve dans du Koblat (qui lui donne son nom), une surface rocheuse dolomitique sur les pentes méridionales du Wengenköpfe et du Grosse Daumen. Le chemin touristique du Nebelhorn au Grosse Daumen mène au bord de ce lac.
- Le lac Kreuzkarle (Kreuzkarlesee), ou sur certaines cartes lac Kreuzkar (Kreuzkarsee), se trouve dans la chaîne de Hornbach dans le cirque de la Croix (Kreuzkar) sur le versant nord du Kreuzkarspitze. Il n'est pas particulièrement grand, mais il est affublé dans les Alpes d'Allgäu de tous les superlatifs. C'est réellement le lac le plus isolé des montagnes, l'unique qui n'est pas accessible directement au moyen d'un chemin. Conséquemment, c'est peut-être ainsi le lac qui autorise l'une des plus belles vues sur la vallée de Hornbach, avec le Hochvogel en face, grâce à sa position sous les parois septentrionales de la chaîne de Hornbach. Il n'est pas très difficile d'arriver à ce lac, tout au plus un peu pénible. Depuis le chemin de Hinterhornbach à la brèche du Schönecker, il est possible d'atteindre la brèche du cirque de la Croix sans chemin. De cet endroit, le lac est visible ; une descente également dépourvue de chemin mène en dix minutes de la brèche vers les rives.
- Le lac de Lache est indiqué directement au refuge Lansberg. Il se trouve immédiatement au nord du Lachenspitze et est le plus grand des trois lacs de Vilsalp, de Traualp et de Lache. Des chemins touristiques mènent auprès de chacun d'eux.
- Le lac de Laufbichl (Laufbichlsee) se trouve ainsi que le lac de Koblat voisin dans le Koblat, sur le versant sud du Grosse Daumen. Il est un peu plus grand que son voisin, mais plus petit que le lac d'Engeratsgund qui se trouve dans un cirque adjacent au nord-est. Au niveau du lac, le chemin touristique du Nebelhorn se sépare vers le sommet du Grosse Daumen d'une part et vers la cabane Giebelhaus après Hinterstein d'autre part.

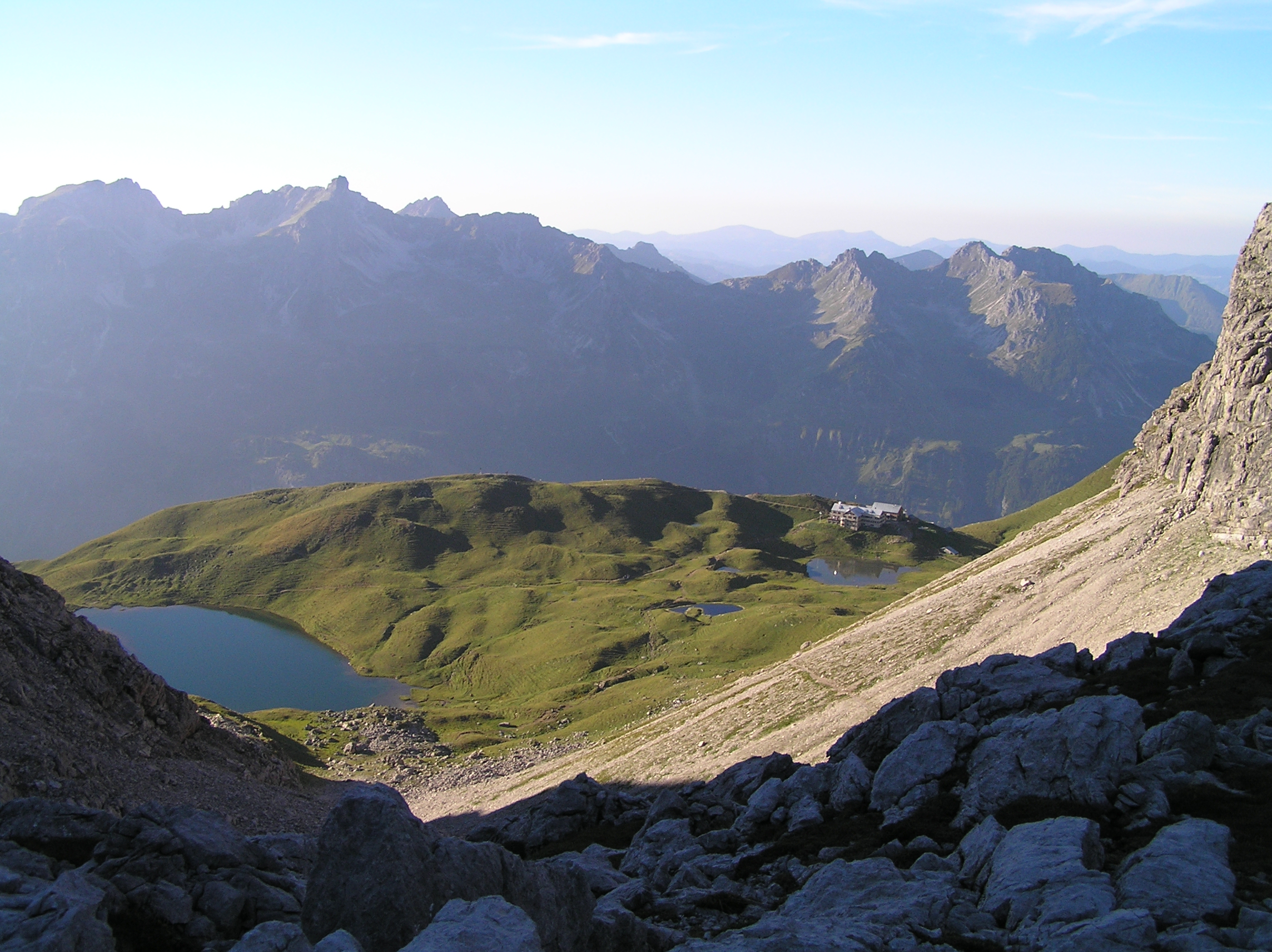
Le refuge du lac de Rappen depuis le sud.

- Les lacs de Rappen (Rappenseen) se composent d'une grande et d'une petite étendue d'eau toutes proches du refuge du lac de Rappen, au bout du chemin Heilbronn. Leur position se situe au milieu des couches de roches jurassiques, et elles sont surplombées par les sommets de dolomie. Le coucher de soleil au refuge, derrière les lacs, face au Widderstein, est l'objet de nombreuses photographies.
- Le lac de Schlappolt (Schlappoltsee) est l'unique lac de haute-montagne dans les formations de flysch. Il se trouve sur le versant oriental du Fellhorn, tout proche de la station intermédiaire du téléphérique du Fellhorn près d'Oberstdorf, dans un domaine de randonnée. Les alentours du lac sont protégés par la réserve naturelle du même nom.
- Le lac de Schreck (Schrecksee) est l'unique lac d'altitude des Alpes d'Allgäu qui possède une île. Il se trouve au sein de hautes montagnes, dans la vallée supérieure du Trauf, une vallée latérale de l'Ostrach à Hinterstein. Les ascensions vers le lac sont relativement longues, ce qui garantit une fréquentation raisonnable. Le chemin du jubilé de la cabane Prinz Luitpold au refuge Landsberg ou au Willersalpe mène près du lac.
- Le lac de Seealp (Seealpsee) se trouve dans une haute vallée en amont de celle de l'Oy près d'Oberstdorf, au sud du Nebelhorn. La vue depuis le lac sur le Höfats est vertigineuse. La descente du Nebelhorn vers la vallée de l'Oy, le mal nommé chemin d'atterrissage, mène au-dessus des abords du lac. L'approche du lac oblige à repartir en arrière pour reprendre le chemin.
- Le lac de Traualp (Traualpsee) se trouve dans un cirque sur le chemin de randonnée reliant le lac de Vilsalp au refuge de Landsberg. Il a une taille intermédiaire par rapport aux lacs de Vilsalp et Lache. Il est un peu aménagé, son écoulement étant utilisé pour la production hydroélectrique.

### Glaciers et névés
Dans les Alpes, les glaciers se forment habituellement entre 2 800 et 3 000 mètres d'altitude. La plus haute montagne des Alpes d'Allgäu atteint 2 657 m. Pourtant un petit glacier s'est maintenu jusqu'à aujourd'hui, le Schwarzmilzfern. Il se trouve dans le chaînon principal sur le territoire du Tyrol, au sud du Mädelegabel et au sud-est de l'Hochfrottspitze. Des références lointaines aux glaciers se retrouvent dans l'espace linguistique bavarii (Bavière et Tyrol).
Il y a deux raisons de la persistance de ce glacier. Dans la zone qui est couverte par le glacier se trouve une grande portion avec une inclinaison faible. En outre, le sommet de l'Hochfrottspitze se retrouve directement au sud-est de cette portion à partir de midi, sans irradiation directe du soleil. De plus, un facteur encore plus crucial est l'importance des précipitations dans les Alpes d'Allgäu qui génèrent en hiver et au printemps le dépôt d'importantes quantités de neige en haute altitude.
Le chemin Heilbronn passe juste par le glacier. Toutefois, il n'y a aucune crevasse, si bien qu'aucun équipement typique n'est nécessaire dans ce court espace. Le réchauffement climatique entraîne cependant la régression du Schwarzmilzfern. Si la tendance actuelle persiste, le glacier aura complètement disparu dans 25 ans au plus tard.
À côté de ce petit glacier, il y a quelques champs de neige éternelle de tailles diverses. De plus, le Schneeloch, sur le versant nord du chaînon principal, appartient au Bacherloch supérieur (cabane Waltenberg) ainsi qu'au Trettachrinne entre le Mädelegabel et le Kratzer. Le névé le plus connu se trouve au Kalten Winkel. La voie normale du Hochvogel depuis la cabane Prinz Luitpold passe par celui-ci. Lorsque Hermann von Barth, l'un des premiers alpinistes sans guide, monte dans les Alpes d'Allgäu durant l'été 1869 par le Kalten Winkel vers le Hochvogel, il s'étonne des histoires d'horreur qui sont racontées au sujet de ce névé. Dans son ouvrage sur les Préalpes septentrionales, il affirme plus tard que le fait de traverser un champ de neige n'est pas dangereux, car même en cas de chute, on arrive tôt ou tard à s'arrêter dans des pentes plus douces en contrebas. Toutefois, le fait de traverser des névés comme celui du Kalten Winkel demande une absolue prudence et de l'exercice. Les conditions changent au cours d'une même saison. Au début de l'été, les champs de neige sont encore relativement grands, mais la neige plutôt molle. À la fin de l'été et en automne, les champs de neige ont disparu ou fortement régressé, même si la neige restante peut geler assez durement.
Aujourd'hui, il est facile de s'informer de la couverture de neige présente par le biais des nombreuses webcams qui sont installées avant tout dans les stations au sommet des téléphériques. Les hauteurs dépassant 2 000 mètres d'altitude et leurs sentiers ne sont en général pas dépourvues de neige avant début juillet. Août et septembre, et plus rarement octobre sont les mois où la couverture neigeuse est la plus réduite. Une chute de neige fraîche occasionnelle en septembre fond en toute vraisemblance. Une plus forte chute en octobre peut davantage subsister fréquemment.
Le réchauffement climatique entraîne une fonte progressive et constante du glacier et des névés. Il cause depuis les dernières années dans les Alpes d'Allgäu une disparition de la neige en altitude plus précoce dans l'année.

### Grottes
Les régions étendues des Alpes d'Allgäu sont pauvres en cavités. Dans une couche rocheuse, cependant, le calcaire de Schratten, formée de craie, on trouve plusieurs cavités remarquables. L'unique grotte visitable du massif et de l'Allgäu, la grotte de l'Homme obstiné (Sturmannshöle) à Obermaiselstein, se trouve dans cette formation rocheuse.
D'autres cavités, toutefois fermées au public, se trouvent sur le plateau de Gottesack. Le Hölloch est le gouffre le plus long d'Allemagne depuis un classement depuis 2005. Il se trouve dans la vallée supérieure de Mahd, une vallée latérale de la vallée de la petite Wals. Le Zustieg résulte en un chemin depuis le Kleines Walsertal par lequel la frontière est dépassée. Pour minimiser les dangers du ski de randonnée, les skieurs venant du haut sont avertis par une banderole contre l'ouverture de la cavité. Le Hölloch commence avant tout par un puits de 76 mètres de profondeur. Pour aller jusqu'au fond de la cavité, une durée d'une semaine environ est nécessaire.
La grotte du Trou de l'escargot (Schneckenlochhöhle) est également réputée. Elle se trouve dans la partie occidentale du plateau de Gottesack, dans le Vorarlberg dont elle constitue la cavité la plus longue. La montée résulte de l'Alpsiedlung Schönenbach en un chemin en direction de Kälbelegürtle-Alpe, puis les derniers mètres sont à parcourir sans chemin. Sur le plateau se trouvent par ailleurs beaucoup d'autres cavités accessibles uniquement aux experts.

### Marécages
Les Alpes d'Allgäu offrent les meilleures conditions pour l'apparition des marécages dans certains secteurs : de fortes précipitations, des pentes douces avec un écoulement faible à une altitude inférieure à 1 800 m au-dessus de la mer, ainsi qu'un socle rocheux convenable. Des marécages sont présents principalement dans la partie nord-ouest du massif.
Mais les marécages, dans les Alpes d'Allgäu, tout du moins jusqu'à présent, ne jouent pas un rôle touristique aussi fort que dans certaines moyennes montagnes en Allemagne, par exemple. Ils attirent juste quelques curieux à l'ombre des hautes montagnes, auxquelles toute l'attention est réservée. Dans les milieux spécialisés, leur importance est toutefois reconnue. Ç'a été mis en évidente au cours des années passées par la création de certaines zones de protection dans le cadre du réseau européen Natura 2000. À la suite de cela, une reconnaissance et un éveil progressif du public sont envisageables ; mais une fréquentation trop importante des marécages n'est pas non plus souhaitable.
Au marécage d'Engenkopf (Engenkopfmoor), l'écart entre l'importance du marécage et sa notoriété est particulièrement évident. Il est éloigné de seulement 5 km à vol d'oiseau du centre de villégiature d'Oberstdorf, et pourtant il est quasiment inconnu de la population. De plus, argument repris par les pro et les anti-protection, il fait partie d'un des plus grands complexes de tout l'espace alpin avec des types de marécages très rares étendus jusqu'en Bavière.
Il existe d'autres marécages dans la zone autour du Piesenkopf au nord-ouest de Rohrmoos. Le Ziemelmoos, un chemin qui mène du Toniskopfalpe vers l'Alten Piesenalpe, passe par l'un de ces marécages. Mais la notion de chemin est à prendre ici avec précaution : seuls des poteaux indiquent la voie, et les risques d'embourbement par temps humide ou d'égarement dû au brouillard ne sont pas absents. Toutefois, des voix autant objectives que subjectives affirment que la traversée de ce marécage est une expérience magnifique.
Un autre marécage important se trouve à cheval sur la frontière entre l'Allemagne et l'Autriche, au nord du Hochhäderich, dans le chaînon de Nagelfluh. Il est protégé par les deux pays.
Un marécage typique en forme de cuvette se trouve dans le Kleines Walsertal, au sud de l'Eau Noire et du pont qui la traverse en aval de la cabane de la vallée de Mahd (Mahdtalhaus). Entre Oberjoch et Unterjoch, il y a également des restes d'un marécage, tout comme dans le Vorarlberg sur les hauts-plateaux autour du Bolgenach et du Subersach.

## Géologie
Le massif est constitué de roches très variées, ce qui apporte une grande variété dans les paysages.
Le chaînon principal est entièrement composé de dolomie, à l'exception de la région du Rauheck. La majeure partie des chaînons secondaires situés au nord-ouest sont principalement constitués de flysch. On trouve également très localement des calcaires et des molasses.

### Types de roches
Les Alpes d'Allgäu sont composées de roches sédimentaires qui ont en partie été déposées au Mésozoïque et au Cénozoïque. Par la pression de la plaque africaine sur la plaque eurasienne, les couches rocheuses ont été soulevées, pliées, transportées horizontalement et en partie enfouies. De cette manière, des rocheuses plus anciennes reposent sur des roches plus jeunes dans le massif. La géologie des Alpes d'Allgäu aussi bien que celle des massifs voisins est relativement complexe, contrairement à celle des massifs où les roches n'ont pas été enfouies, par exemple au sud du chaînon principal ou dans les Pyrénées qui sont nés au même moment que les Alpes, mais où les roches ont seulement été pliées.
Au Mésozoïque et par la suite, les roches suivantes ont été déposées :
- au Trias, la dolomie et les couches de Kössen ;
- au Jurassique, de la marne du Lias et des calcaires (issus de coquilles d'aptychus, ou micro-cristallins, de la famille du silex et de la jaspe) ;
- au Crétacé, de la marne, du grès et du calcaire, ainsi que du flysch ;
- au Tertiaire, de la molasse.

### Étendue des roches
La dolomie compose la plus grande partie des sommets du chaînon principal, comme le Biberkopf, le Hohes Licht, le Mädelegabel, le Grosser Krottenkopf, le Hochvogel et l'Urbeleskarspitze
La marne du Lias forme quelques-uns de leurs voisins, à savoir le Likerskopf, le Kegelköpfe, le Rauheck ou le Fürschiesser.
Les célèbres montagnes herbeuses de l'Allgäu comme le Schneck et le Höfats sont composées de calcaires micro-cristallins et d'aptychus.
Des dépôts du Crétacé forment le Hohe Ifen, les falaises du Gottesack, le Besler, mais aussi une partie du Grünten.
Le flysch appartient aux montagnes comme le Fellhorn, la chaîne de Hörn et le Sonnenköpfe.
La molasse compose par exemple le Hochgrat ou le Stuiben.

### Cas du géotope dans la partie bavaroise
Le Poste régional géologique bavarois (Bayerisches Geologisches Landesamt), qui est depuis le 1er août 2005 une division du Poste régional bavarois pour l'environnement (Bayerischen Landesamts für Umwelt), dresse une liste de géotopes de la Bavière de plus de 2000 sites. Une partie se trouve dans les Alpes d'Allgäu et illustre de manière exemplaire la géologie variée et complexe du massif. Ci-dessous figure la liste de ces sites :
- Le géotope affleurement de l'Oy, à proximité de son embouchure, dans le Trettach, au sud d'Oberstdorf, met en évidence la limite entre les couches de calcaire alpin de l'Überschiebung et de flysch[3]. L'affleurement à la route du Breitach au nord du Weidach, près d'Oberstdorf montre une succession de couches dans le calcaire de Schratten des nappes de l'Helveticum[3]. Au géotope affleurement de la vallée inférieure du Steig à Immenstadt, les plus hautes couches inférieures de molasse d'eau douce du Steig sont apparentes[3]. Le géotope affleurement de la vallée inférieure du Weissach-Tobel à Steibis contient des couches inférieures de molasse d'eau douce[3]. L'affleurement de basalte à la route de Bad Hindelang-Oberjoch met en évidence la néoformation d'une croûte océanique pendant le Crétacé[3]. Le glissement de terrain de Hinterstein est l'un des plus grands des Alpes d'Allgäu. Il s'est produit en 1965 et a été favorisé par la morphologie des couches de l'Allgäu.
- Les gorges du Breitach près d'Oberstdorf sont les plus profondes de l'Allgäu. Elles ont été créées après la période glaciaire le long d'un système de failles dans le calcaire de Schratten[3]. À la brêche de l'Eisen et à l'Äulesgasse du sud-est de Hinterstein, l'Ostrach surmonte la cluse de dolomie dans une gorge étroite et profonde. L'ancienne cassure de grès au nord-ouest d'Oberstdorf contient le grès vert d'Oberstdorf, une formation de régression dans le secteur helvète. Le lac d'Engeratsgund, dans le groupe de Daumen est également un géotope. Le Karmulde est un vallon rempli de lacs creusée dans les couches légèrement érodées de l'Allgäu avec des défilés aux parois de 100 mètres de haut où se trouvent les dolomies de la couverture de la vallée du Lech. Le pli à la route du Riedberg met en évidence un renversement des couches de flysch. La stratigraphie à la route du Loch à Obermaiselstein montre une succession de couches de grès verts de l'Helveticum[3].
- L'érosion du glacier au nord de l'étang à proximité de Rettenberg montre des saillies et des bourrelets dans la direction du déplacement de la glace. Le défilé de Höll dans le cours inférieur de la vallée du Dieter, latérale à la vallée du Trettach, illustre un exemple d'embouchure des vallées latérales dans les vallées principales plus fortement érodées par les glaciers. Le géotope Kar mit Gaisalpseen contient le haut cirque avec la paire de lacs à Oberstdorf. Là, un cirque glaciaire de 150 mètres de haut se trouve, entre les deux lacs, comme la preuve d'une forme de hautes montagnes formées au Pléistocène.
- Les chutes du Lech à Füssen comptent parmi les plus beaux géotopes de la circonscription administrative de la Souabe. Les masses d'eau de la rivière se déversent en plus de cinq paliers sur les dures couches minérales de calcaire du Wetterstein, douze mètres plus bas. Au-dessous de la cascade, le Lech entre dans un canyon. C'est l'unique gorge dans tout l'espace alpin bavarois à travers laquelle une des plus grandes rivières alpines peut couler encore librement. Le géotope Prallhang der Bolgenach à Balderschwang met en évidence le résultat intéressant d'une pliure des couches de Feuerstätter sur celles des dépôts d'aptychus[3].
- Le géotope du lac de Seealp se trouve au sud du Nebelhorn dans une vallée glaciaire. Les gorges du Starzlach à Sonthofen contiennent la percée du Starzlach à travers les durs calcaires de Nummulite. Dans la carrière Wup au sud-ouest de Kranzegg, des couches inférieures de molasse d'eau douce et de mer affleurent[3]. Le Straßenaufschluss am Faltenbach à Oberstdorf montre des couches de Leimen ultra-helvétique[3]. Le trou de Sturmanns au sud d'Obermaiselstein se trouve à la jonction des couches dans la paroi de calcaire de Schratten de l'Helvetikum.
- Le géotope des chutes du Täschle est composé d'une cascade presque continue de 70 mètres de haut dans la vallée du Bärgündle, une source de l'Ostrach. Le rocher de Torfelsen au lac de Weissen à proximité de Füssen, sur la berge sud du lac, est percé en arche. Il est formé de composants des Préalpes qui démontrent une érosion plus ancienne de cette partie du massif[3]. La chute d'eau au nord-ouest des ruines du château de Nesselburg se trouve à Nesselwang sur le versant nord de l'Alpspitze. La cascade plonge sur 22 mètres dans les couches inférieures de molasse d'eau douce en quatre paliers.

En dehors du domaine restreint des Alpes d'Allgäu, on trouve dans la région plus vaste comprise entre Pfänderrücken et Adelegg beaucoup d'autres géotopes intéressants :
- L'affleurement dans la vallée du Koller met en évidence la succession typique des couches supérieures de molasse d'eau douce dans la région d'Adelegg-Schwemmfächers. Il se trouve au nord-ouest de Kempten. L'ancienne carrière Buchenberg à l'endroit du même nom, à l'ouest de Kempten, se trouve environ deux kilomètres au nord du rebord tectonique alpin septentrional dans les couches supérieures de molasse d'eau douce. Le défilé de l'Eis au sud-ouest de Maierhöfen correspond au percement par le haut Argen à travers la chaîne de montagne entre Kugel et Kapf. À cet endroit, le terrain est ouvert des couches inférieures de molasse d'eau douce sur les couches supérieures de molasse de mer jusqu'aux couches supérieures de molasse d'eau douce[3].
- Le bloc erratique à Langenegg se trouve dans l'Iller, à mi-chemin entre Immenstadt et Kempten. Il provient des roches inférieures de molasse d'eau douce. Le bloc erratique près d'Oberstdorf au sud des lacs de Niedersonthofen se compose d'un conglomérat grossier de ces mêmes roches. Le bloc erratique Rabenstein à Ermengerst se trouve dans la zone de l'ancien glacier Kemptner immédiatement à l'ouest de Kempten. Celui à Untereinöden entre l'Adelegg et le Sonneneck provient probablement d'une vieille moraine du glacier du Rhin. Celui sur la commune de Weiler-Simmerberg au nord-est du Pfänderrücken est le plus grand bloc erratique transporté par un glacier lointain trouvé au nord de l'Avant-Pays alpin. Cependant son volume s'est amoindri par l'utilisation depuis des siècles en tant que carrière. Le géotope Illerdurchbruch bei Oberkottern se trouve au sud de Kempten et présente des molasses granitiques.
- L'étroite vallée fluviale du Schratten au sud de Rieggis se trouve à l'ouest des lacs de Niedersonthofen. À cet endroit s'écoule une cascade de 30 mètres de haut. Le cours du ruisseau suit le conduit glaciaire entre les falaises de molasse. L'affleurement à Rieggis se trouve entre le lac et le Hauchenberg et met en évidence des conglomérats de molasse supérieure d'eau douce. Le géotope du cirque de Palais (Palast Kar) au sud de Waltrams se trouve sur le versant nord du Hauchenberg. C'est le vallon le plus nordique et le plus profond formé dans l'Avant-Pays alpin par un glacier local durant la glaciation de Würm[3].
- Le géotope de la Pierre rugueuse au hameau Eschachberg contient des restes d'une colonne de pierre du Haut-Pléïstocène à l'ouest de l'Avant-Pays alpin. Elle se trouve à l'ouest de Kempten près de la montagne de Blender, équipée d'une tour hertzienne. Les chutes d'eau de Scheidegg font partie des plus beaux géotopes de la circonscription administrative de la Souabe. Le Ricken plonge en deux paliers plus de 40 mètres en contrebas dans des roches de molasse supérieure d'eau douce. Le géotope du trou de la glace morte à Vogelsang se trouve à l'extrémité nord-est du Pfänderrücken. Les blocs de glace abandonnés par la langue glaciaire du glacier du Rhin ont recouvert la pierraille, puis en fondant ont provoqué des affaissements[3].

## Environnement

### Climat
Du fait de sa situation au nord des Alpes, la région est relativement pluvieuse et la plus arrosée d'Allemagne. En hiver, les Alpes d'Allgäu sont comparativement riches en neige, du moins en altitude. On trouve d'ailleurs encore un petit glacier et des névés.

### Flore
Les espèces végétales sont parmi les plus variées des Alpes.

### Protection de la nature

#### Land du Bade-Wurtemberg
Seule une très petite partie des Alpes d'Allgäu au sens large appartient au Bade-Wurtemberg. Il s'agit de la région à l'est et au sud-est d'Isny, en particulier la région occidentale de l'Adelegg et une partie du versant nord de la chaîne du Kugel.
La réserve naturelle de Hengelesweiher a été créée en 1990 et représente une superficie de 54,4 hectares au sud-est d'Isny, au pied de la chaîne du Kugel. Elle protège un étang avec des éléments caractéristiques du paysage culturel.
Presque tout l'espace de la partie basse des Alpes d'Allgäu au Bade-Wurtemberg est comprise dans la zone protégée de l'Adelegg et du pays au pied des collines du Tertiaire. Elle s'étend depuis sa création en 1994 loin à l'ouest et au nord-ouest au pied des monts de la Haute-Souabe pour une superficie de 6 814 hectares. Le riche milieu des vallées et des hauteurs (prairies, pâturages, alpages et forêts) doit être protégé des effets de l'économie de la nature.
Les Bannwälder (désignation des réserves forestières en Bade-Wurtemberg) ne sont désormais plus exploitables.

#### Land de Bavière
Une multitude de catégories d'aires protégées coexistent dans la République de Bavière. Les secteurs respectifs sont parfois confondus ou se chevauchent. Dans le cadre de la législation de protection de la nature de l'Union européenne, il y a la Directive habitats (faune et flore) et la Directive oiseaux, tandis que dans le cadre de la législation bavaroise, il y a les réserves naturelles, les secteurs de protection du paysage, les patrimoines naturels ainsi que les réserves forestières. Les géotopes mentionnés précédemment ne représentent pas une catégorie d'aire protégée juridiquement spécifique.
Dans la partie bavaroise des Alpes d'Allgäu, il existe six réserves naturelles :
- la réserve naturelle Allgäuer Hochalpen s'étend sur les vastes parties du chaînon principal et des vallées latérales. Elle a été créée le 16 janvier 1992 et a une superficie de 20 724 ha ;
- la réserve naturelle Schlappolt se trouve sur les versants du Fellhorn et contient également le lac de Schlappolt. Elle a été créée le 4 décembre 1986 et a une superficie de 163 ha ;
- la réserve naturelle Aggenstein se trouve autour du sommet du même nom. Elle a été créée le 7 décembre 1964 et a une superficie de 85 ha ;
- la réserve naturelle Eistobel se trouve au sud d'Isny. Elle a été créée le 4 septembre 1970 et a une superficie de 70 ha ;
- la réserve naturelle Hoher Ifen contient une partie de la montagne du même nom ainsi que du plateau de Gottesack. Elle a été créée le 12 août 1964 et a une superficie de 2 430 ha ;
- la réserve naturelle Rohrachschlucht se trouve à proximité de Lindau, à la frontière du Vorarlberg. Elle a été créée le 28 octobre 1992 et a une superficie de 178 ha.

#### Land du Tyrol
Longtemps, la réserve naturelle du lac de Vilsalp était l'unique aire protégée dans la partie tyrolienne des Alpes d'Allgäu. Elle contient la région autour du lac jusqu'au chaînon montagneux entre le Geisshorn et le Leilachspitze et a approximativement une forme carrée. Elle a été approuvée en 1957 et ordonnée récemment le 15 décembre 1998, pour une superficie de 18,2 km2.
En 2004 seulement, une autre aire protégée s'y joignait avec la réserve naturelle de la vallée du Lech tyrolienne. Elle a été créée après une longue discussion contradictoire. Par moments, l'instauration d'un parc national a été envisagée. La réserve naturelle est finalement plutôt longiligne et s'étend le long du Lech depuis l'embouchure du Vils en amont jusqu'à Lechleiten ainsi que le long de certaines vallées latérales. Elle a été créée le 1er décembre 2004 et possède une superficie de 41,38 km2. Cette zone se limite en de nombreux endroits à un simple ruban étroit sur chaque rive du Lech. Dans la région d'Elmen, dès l'embouchure du Streim venant des Alpes de Lechtal, le ruban s'élargit. Entre Stanzach et Weissenbach am Lech, de vastes surfaces de pierraille sont protégées.
L'aire protégée s'étend aussi sur certaines vallées latérales situées dans les Alpes de Lechtal. En amont, la vallée du Vils en fait partie, comme les précédentes, de la frontière germano-autrichienne à Pfronten jusqu'à l'embouchure du Lech. Depuis Weissenbach am Lech, le Weissen appartient jusqu'à hauteur de Gaicht à l'aire protégée. L'Eau Noire tyrolienne est incluse également dans celle-ci jusqu'au sud du Kastenkopf. En outre, dans cette vallée, de plus grandes zones forestières sur le versant méridional du Leilachspitze font partie de la réserve naturelle. La vallée latérale suivante appartenant à cette dernière est la vallée du Horn de Hinterhornbach à Einmündung dans le Lech, ainsi que les zones forestières sur le versant nord du chaînon de Hornbach depuis le Klimmspitze jusqu'au Urbeleskarspitze. D'autres secteurs se trouvent dans le cours inférieur du Bernhardsbach ou le cours inférieur du Hohenbach à Holzgau avec la cascade de Simms.
Le parc naturel de la vallée du Lech tyrolienne est confondu avec la réserve naturelle du même nom. C'est une particularité de la loi de protection de la nature du Tyrol qui veut qu'un parc naturel ne peut être motivé que si des zones sont déjà créées en faveur de la nature, du paysage, du calme ou d'aires protégées spéciales.
Dans le cadre de la Directive habitats et de la Directive oiseaux de l'Union européenne (Natura 2000), le Land du Tyrol a créé en tout treize domaines pour une superficie globale de 1 836,37 km2. Deux de ces domaines représentant une superficie de 5 969 hectares se trouvent pour tout ou partie dans les aires protégées décrites précédemment.
La Directive habitats et la Directive oiseaux du lac de Vilsalp concordent avec la réserve naturelle du même nom. Elle a une superficie de 1 831 ha et a été créée dans le cadre du réseau Natura 2000 en 1995. La Directive habitats et la Directive oiseaux de la vallée du Lech concordent avec la réserve naturelle du même nom. Elle a une superficie de 4 138 ha et a été créée dans le cadre du réseau Natura 2000 en 2000.

#### Land du Vorarlberg
La plus grande aire protégée située dans la partie du Vorarlberg des Alpes d'Allgäu est la réserve botanique de Hochifen et du plateau de Gottesack. Elle a été créée en 1964 et représente une superficie de 2 956 hectares. Elle englobe le versant sud du Hohe Ifen et du plateau de Gottesack ainsi que les alentours du refuge de l'Eau Noire et de la source du Subersach. La catégorie de la réserve provient de l'origine de la protection de la nature en plaine dans le Vorarlberg et n'est désormais plus appliquée. Quelques-unes des réserves botaniques créées dans les décennies passées ont été intégrées progressivement dans les nouvelles réserves naturelles. À la fin de 2005, il ne restait plus que trois réserves botaniques au Vorarlberg. Leur garantie de protection est relativement faible ; ainsi la construction de pistes de ski et du télésiège de l'Ifen sur le versant sud du plateau de Gottesack n'a pas pu être empêchée.
Dans la partie du Vorarlberg des Alpes d'Allgäu, il existe d'autres aires protégées, plus réduites en termes de surface :
- L'aire protégée locale de Bengerpark se trouve à Bregenz, tout comme la partie du paysage protégée d'Era-Wäldele. L'aire protégée locale de Halbenstein a été créée en 2001 et englobe les alentours des ruines du château de Halbenstein sur le versant nord du Pfänderrücken à Hörbranz. Là, de rares espèces de plantes sont protégées. La réserve naturelle du Hirschberg a été créée en 1974 et a une superficie de 328 ha. Elle se trouve dans les environs du Hirschberg, le point le plus élevé du Pfänderrücken. La réserve naturelle de Kojenmoos a été créée en 1987 pour une superficie de 56 ha, sur le haut-plateau entre le Hochhäderich dans le chaînon du Nagelfluh et la chaîne de Kojen, le long de la frontière germano-autrichienne.
- L'aire protégée locale de Langenegg-Nord se trouve au nord de la commune de Langenegg sur la crête entre le Bregenzer Ache, le Weissach et le Bolgenach. La partie du paysage protégée de Maihof a été créée en 1992 et se trouve au nord de Lochau, à proximité du lac de Constance. La réserve naturelle de Mehrerauer Seeufer-Bregenzerachmündung a été créée en 1991 et a une superficie de 107 ha. Elle se trouve sur chaque rive de l'embouchure du Bregenzer Ache dans le lac de Constance ainsi qu'immédiatement à l'est de celui-ci.
- La réserve naturelle Rohrach a été créée en 1992 et a une superficie de 47,5 ha. C'est une réserve sylvicole dans laquelle l'exploitation forestière est interdite. Elle se trouve près du Ricken sur le versant nord du Pfänderrücken à la frontière germano-autrichienne. La réserve naturelle Rossbad a été créée en 1973 pour une superficie de 103 ha et se trouve au nord de la commune de Langenegg. Sa limite septentrionale forme le Weissach et sa limite occidentale longe le Glatz. Sur le territoire qu'elle occupe, une mosaïque de marécages, de prés et de forêts est protégée. La partie du paysage protégée de Schurreloch a été créée en 1978 et a une superficie de 0,7 ha seulement. Elle se trouve directement à l'ouest du lac artificiel de Bolgenach, au nord-ouest de la commune de Hittisau.

Dans le cadre de la Directive habitats et de la Directive oiseaux de l'Union européenne (Natura 2000), un total de 22 domaines ont été créés par le Land du Vorarlberg pour une superficie globale de 20 799,83 ha. Cinq de ces domaines représentant une superficie de 626,31 ha se trouvent pour tout ou partie dans les aires protégées décrites précédemment.
Le secteur de protection des oiseaux du Bregenzerachschlucht a été créé en 1995 pour une superficie de 434 ha et englobe les gorges du Bregenzer Ache depuis l'embouchure du Weissach jusqu'à leur sortie dans la plaine du Rhin à Kennelbach. Le secteur de Leiblach, avec une superficie de 7,62 ha, a été créé en 2002 et se trouve sur le cours de la petite rivière de Leiblach au nord du Vorarlberg. Le secteur de protection des oiseaux de Mehrerauer Seeufer-Bregenzerachmündung a été créé en 1995 et englobe la réserve naturelle du même nom, cas que l'on retrouve avec celui de Rohrach (48 ha, création en 1995). Le secteur de Witmoos a été créé en 1995 également, pour une superficie de 18 ha, et se trouve dans le Bregenzerwald à Langen au sud du Pfänderrücken. Il contient un complexe marécageux très naturel.

## Activités

### Stations de sports d'hiver

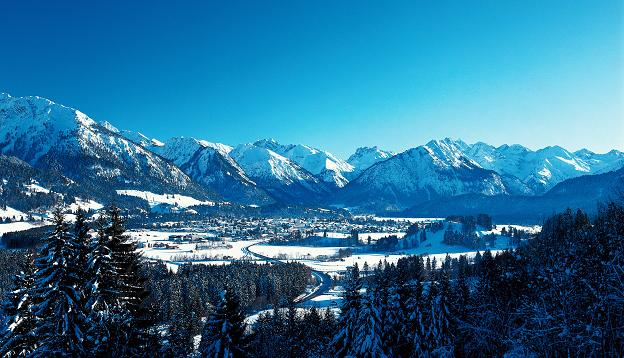
Oberstdorf en hiver.

- Bach
- Bad Hindelang
- Blaichach
- Bolsterlang
- Bregenz
- Grän
- Höfen
- Immenstadt
- Mittelberg
- Nesselwang
- Nesselwängle
- Oberstaufen
- Oberstdorf
- Pfronten
- Schoppernau
- Tannheim

### Voies d'accès
Les Alpes d'Allgäu ne sont pas considérées, comparativement à d'autres massifs des Alpes, comme un eldorado des routes de montagne. Entre le col du Riedberg et la vallée de Tannheim, sur une longueur de 65 kilomètres, le chaînon principal ne peut pas être traversé par véhicule motorisé. Cela fait de la haute-vallée de l'Iller avec Oberstdorf et ses vallées latérales l'une des plus grandes impasses des Alpes.
Le col du Riedberg est l'unique col routier convenable des Alpes d'Allgäu. Il relie la vallée de l'Iller au Bregenzerwald et atteint une altitude de 1 406 m. Il est praticable de manière sûre toute l'année car il représente l'unique liaison pour la commune de Balderschwang avec le reste de l'Allemagne. Au sommet se trouve le domaine skiable de Grasgehren.
La voie de raccordement d'Oberstdorf sur Rohrmoos puis Sibratsgfäll dans le Bregenzerwald est admise seulement jusqu'à Rohrmoos pour la circulation automobile publique. Entre Rohrmoos et Sibratsgfäll, la route est bloquée. D'Oberstdorf à Rohrmoos, une taxe de droit de passage est exigée pour la section depuis le Tiefen postérieur jusqu'à Rohrmoos. Le tarif est à payer à un péage automatisé. La route atteint une altitude de 1 120 m.
Depuis Oberstdorf, le Kleines Walsertal est praticable jusqu'à Baad à 1 244 m, de même que la vallée de l'Eau Noire, une vallée latérale, jusqu'au refuge Auen à 1 275 m. La vallée du Stillach est praticable par la circulation automobile publique jusqu'à la station du Fellhornbahn. Le bus régulier peut aller quant à lui plus loin jusqu'à Birgau. Des calèches tirées par des chevaux destinées au transport public permettent d'aller jusqu'à Einödsbach. La vallée du Trettach est bloquée à la circulation publique. Des véhicules de substitution vont jusqu'à Spielmannsau.
La vallée de Gunzesrieder est praticable de Sonthofen jusqu'au Gunzesrieder Säge en voiture. De là, deux routes privées mènent plus loin vers le Scheidwangalpe d'une part et le Höllritzer Alpe d'autre part. Dans les deux cas, une taxe de passage est exigée.

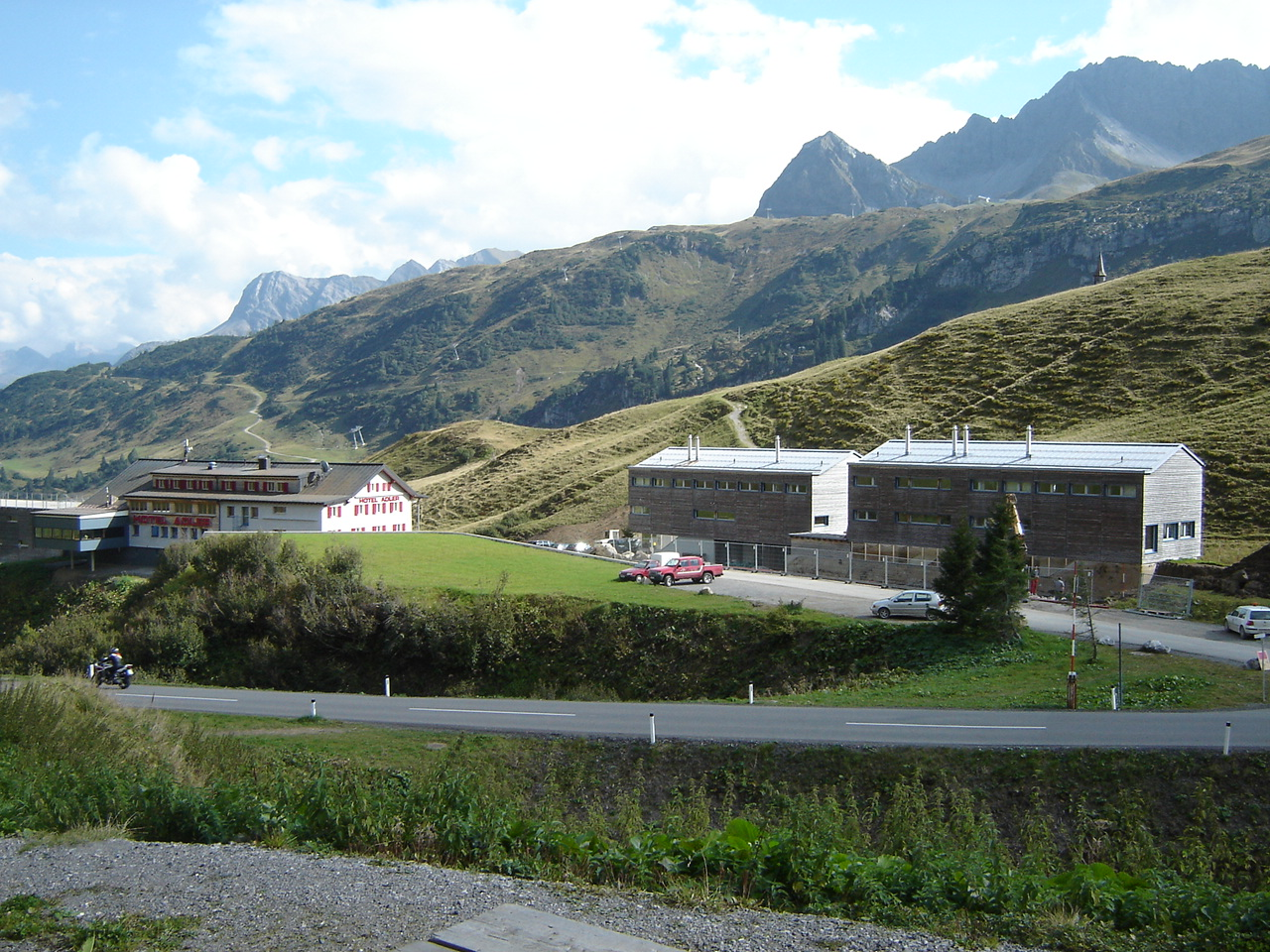
Col du Hochtannberg et hôtel.

Sur le versant sud des Alpes d'Allgäu se trouve le col du Hochtannberg à 1 676 m d'altitude. Il relie la vallée du Lech à la vallée du Bregenzer Ache. La montée de ce côté-ci est considérablement plus raide que de l'autre ; c'est typique de la ligne de partage des eaux Rhin-Danube. Les affluents du Rhin sont toujours notablement plus pentus et ont une plus grande force d'érosion que les affluents du Danube. Ceci est dû à la plus courte distance que doit parcourir le Rhin jusqu'à la mer par rapport au Danube.
La vallée de l'Ostrach est praticable de Sonthofen via Bad Hindelang à Hinterstein sans aucune restriction. Par la suite, l'accès jusqu'au bout de la vallée au refuge de Giebel est bloqué à la circulation automobile. Durant l'été, une ligne de bus fréquente toutefois cette portion.
La vallée de Tannheim est une haute vallée accessible de tous côtés uniquement par le biais de cols. Mais il s'agit dans tous les cas de pentes très douces, à peine perceptibles. Le long du Vils qui arrose la vallée ne passe aucune voie publique. Depuis Sonthofen ou Wertach, on franchit l'Oberjoch à 1 175 m d'altitude. En direction de Sonthofen via Bad Hindelang on a l'impression d'une route de col. Depuis la vallée du Lech, on atteint celle de Tannheim par le col de Gaicht, qui ne peut réellement être considéré comme tel uniquement dans ce sens. Enfin, depuis Pfronten, une route atteint le hameau de Grän dans la vallée de Tannheim, dont le point le plus élevé se trouve peu avant l'entrée dans celle-ci.
Depuis le Vorarlberg, il y a plusieurs possibilités d'arriver par le réseau routier en bordure ou à l'intérieur des Alpes d'Allgäu. Ainsi, on atteint la Schönenbach-Vorsäss par une route depuis Bizau dans le massif du Bregenzerwald, dont l'usage est parfois payant. Elle se trouve à l'ouest du massif et constitue un point de départ pour le versant occidental du Hoher Ifen avec le plateau de Gottesack. Depuis Hittisau, dans le bas Bregenzerwald, on atteint Sibratsfäll à l'ouest des Alpes d'Allgäu par une route admise à la circulation automobile publique qui se prolonge quelque peu à l'est du village. Au nord de Hittisau, un réseau routier mène sans aucune taxe vers l'hôtel Hochhäderich au-delà de 1 200 mètres d'altitude. La fin de la route se trouve sur un vaste replat dans le chaînon le plus occidental du Nagelfluh. C'est un point de départ pour des randonnées dans l'ouest du chaînon ainsi que le siège d'un domaine skiable.

### Randonnée
Les paysages sont mis en valeur par l'utilisation des téléphériques et le tracé des chemins de randonnée. De refuge en refuge, il est possible de marcher durant sept à dix jours sans jamais redescendre dans les vallées.

#### Refuges

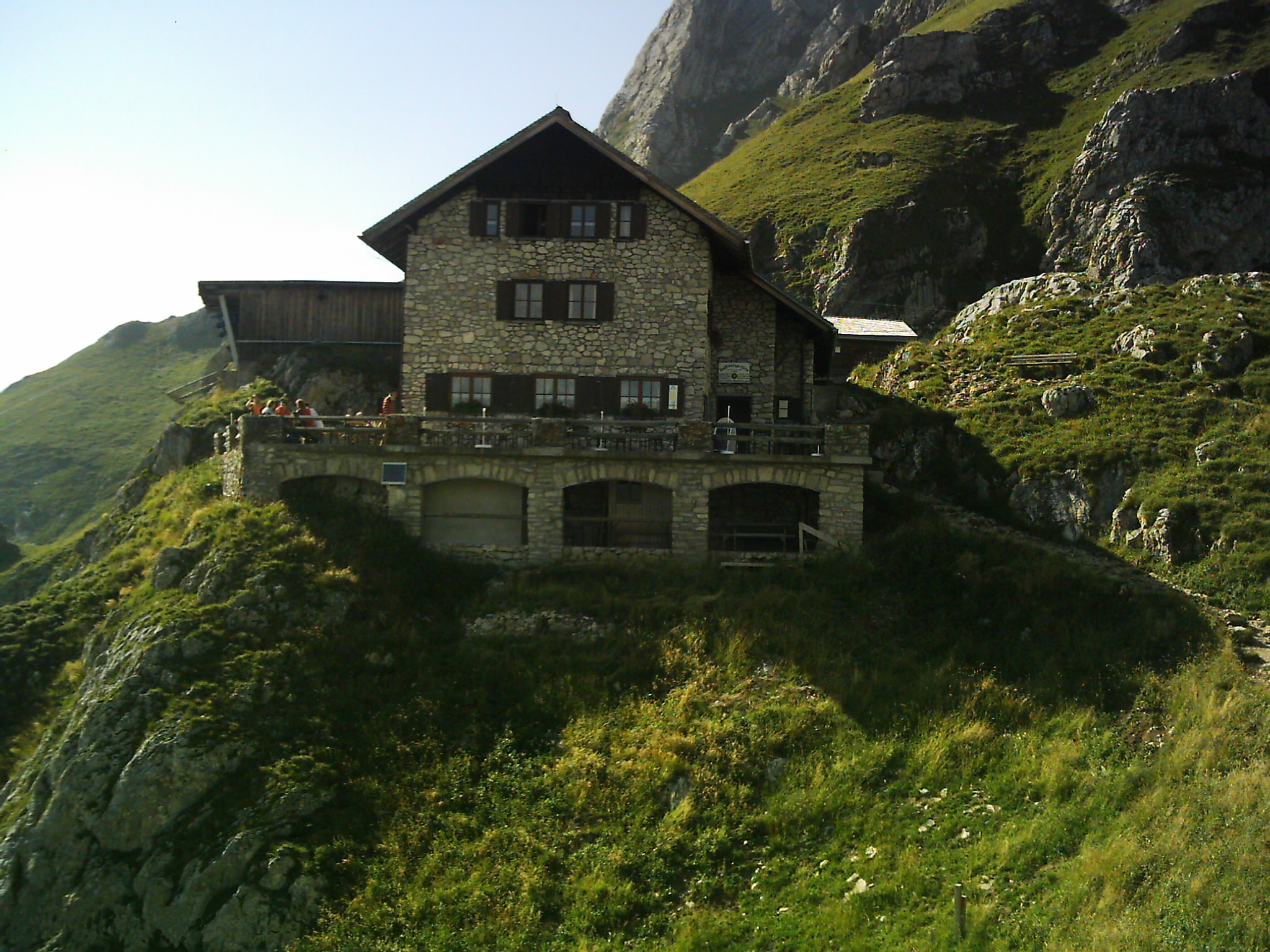
Le refuge de Bad Kissinger.

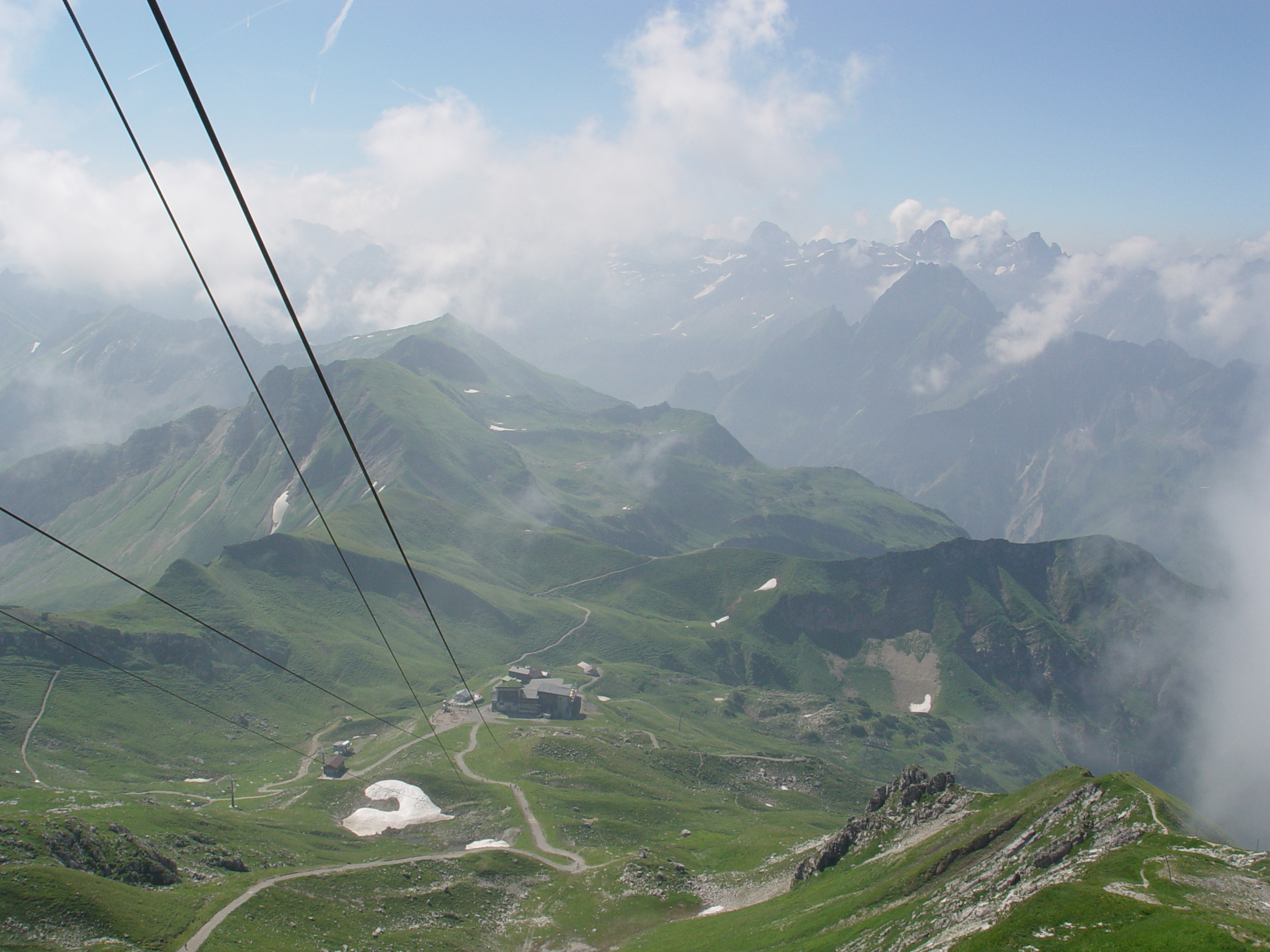
La cabane Edmund Probst depuis le Nebelhornbahn.

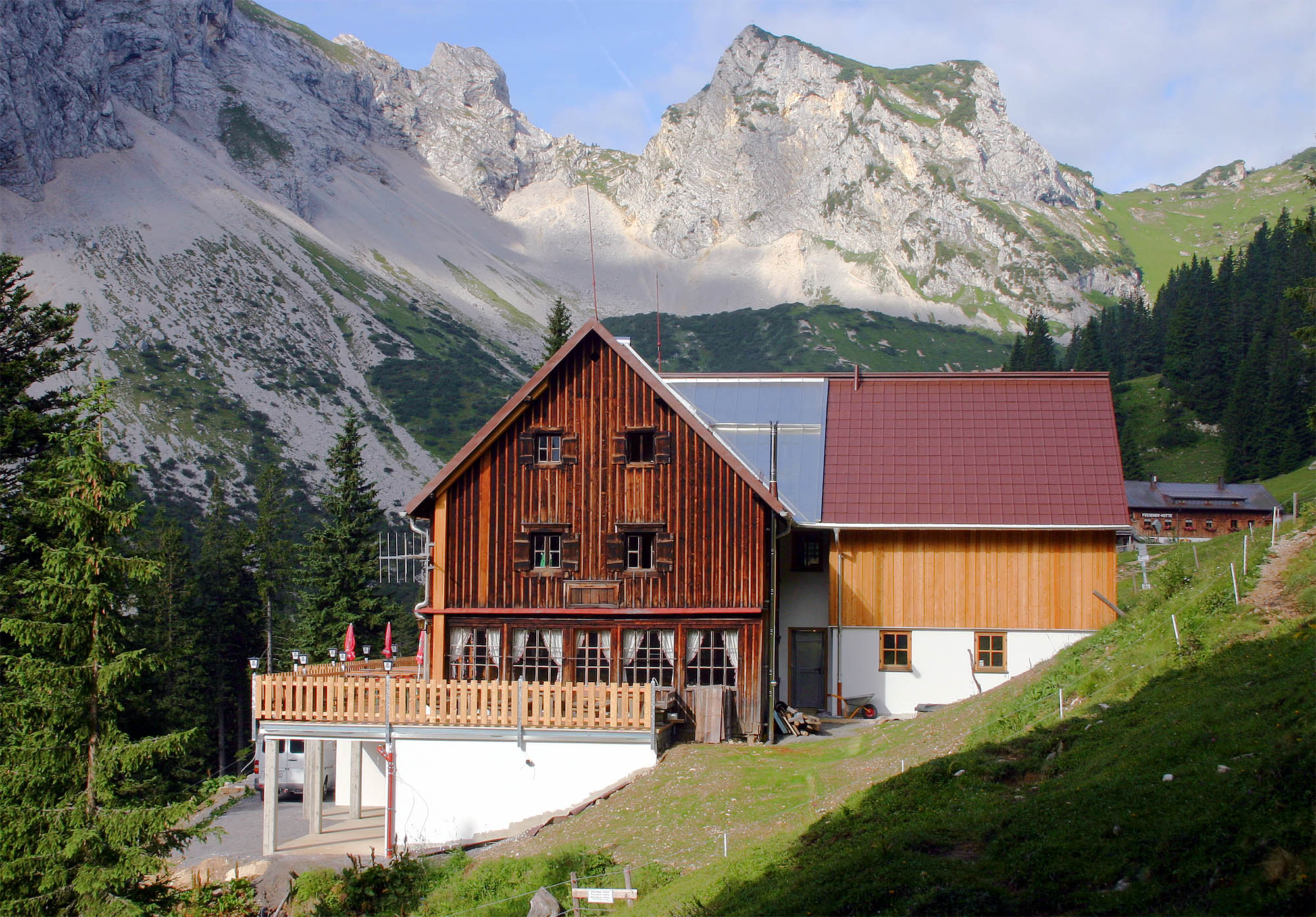
Le refuge Otto Mayr.

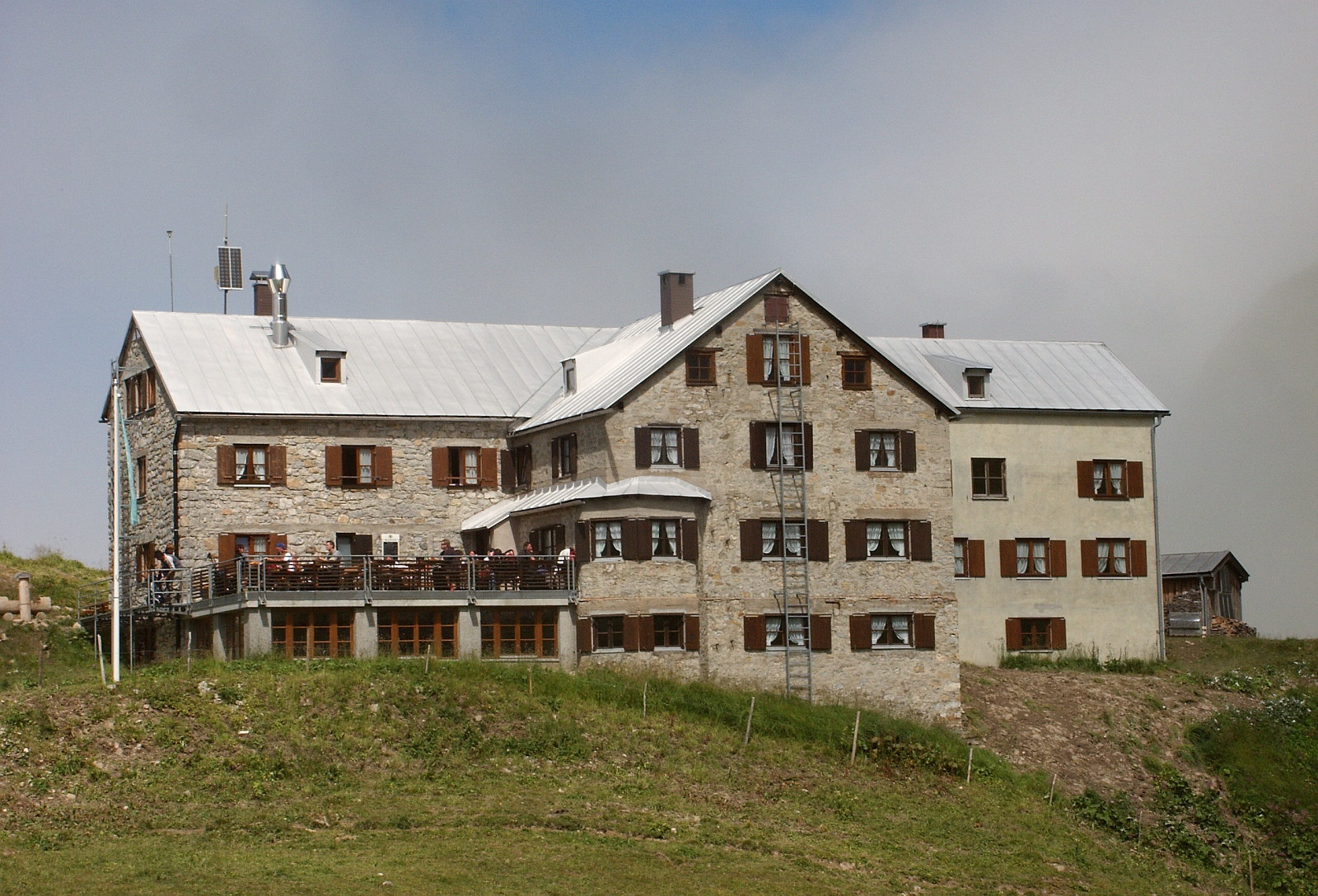
Le refuge du lac de Rappen.

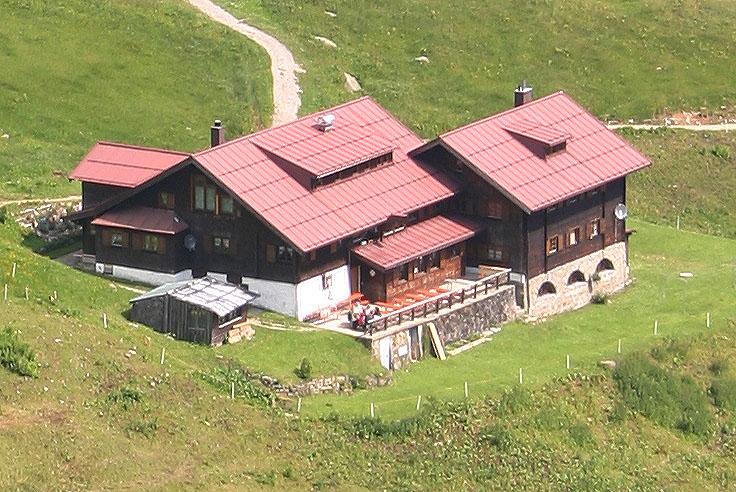
Le refuge de l'Eau Noire.

Dans les Alpes d'Allgäu, il existe 24 refuges des associations alpines. La majorité se trouve en haute-montagne et est accessible seulement après plusieurs heures de marche, mais certains se trouvent dans les vallées. Le plus haut est le refuge Hermann von Barth, à une altitude de 2 131 m. Le plus grand est le refuge du lac de Rappen avec 350 lits et couchettes.
- Altes Höfle : altitude 966 m, 40 lits, 16 matelas de camp, accessible par la vallée de Gunzesried (15 min de marche depuis Gunzesrieder Säge), nécessite de réserver
- Refuge Bad Kissinger[4] : altitude 1 792 m, 9 lits, 55 matelas de camp, accessible par la vallée de Pfronten-Steinach (2h de marche de Grän), exploité de début mai à fin octobre
- Cabane Edmund Probst[5] : altitude 1 930 m, 54 lits, 54 matelas de camp, accessible par la vallée d'Obestdorf, à côté de la station du Nebelhornbahn, exploité de fin mai à mi-octobre
- Refuge du col de Fidere[6] : altitude 2 067 m, 10 lits, 99 matelas de camp, accessible par la vallée de Mittelberg (2h de marche depuis la station de Kanzelwandbahn), exploité de fin mai à mi-octobre
- Cabane Grünten : altitude 1 540 m, au-dessous de l'émetteur au chemin de Burgberg à Grünten, exploité tous les jours sauf le lundi en été, seulement le week-end en hiver
- Cabane du lac de Halden : altitude 1 150 m, 56 lits, 44 matelas de camp, sur la route Haller-Nesselwängle, ouvert toute l'année après réservation
- Cabane Schattwald : altitude 1 100 m, 20 lits, 22 matelas de camp, directement à Schattwald quartier Fricken, ouvert toute l'année après réservation
- Refuge Hermann von Barth : altitude 2 131 m, 53 matelas de camp, accessible par la vallée de Elbigenalp (3h10 de marche), exploité de mi-juin à début octobre
- Auberge de jeunesse de Bad Hindelang : altitude 870 m, 70 lits, 24 matelas de camp, arrêt de bus Bad Hindelang-Luitpoldbad
- Cabane Kaufbeurer : altitude 2 007 m, 50 matelas de camp, accessible par la vallée de Hinterhornbach (2h45 de marche), exploité de Pentecôte à début octobre après réservation, accessible le reste du temps avec le pass AV, local hivernal avec 14 couchettes
- Refuge Kemptner[7] : altitude 1 846 m, 100 lits, 190 matelas de camp, local hivernal avec 26 couchettes, accessible par la vallée d'Oberstdorf (3h de marche de Holzgau), exploité de mi-juin à mi-octobre
- Refuge Lansberg : altitude 1 810 m, 30 lits, 170 matelas de camp, local hivernal avec 16 couchettes, accessible par la vallée de Tannheim (1h30 de marche du lac de Vilsalp), exploité de Pentecôte à mi-octobre
- Cabane de la vallée de Mahd : altitude 1 100 m, 16 lits, 18 matelas de camp, accessible par la vallée de Riezlern (15 min de marche), nécessite de réserver
- Refuge Mindelheim : altitude 2 058 m, 120 matelas de camp, local hivernal avec 12 couchettes, accessible par la vallée de Mittelberg (3h de marche), exploité de mi-juin à mi-octobre
- Refuge Otto Mayr : altitude 1 530 m, 24 lits, 60 matelas de camp, accessible par la vallée de Musau (1h de marche depuis la station de Füssener-Jöchl-Lifts), exploité de début mai à fin octobre et à Noël
- Refuge Otto Schwegler : altitude 1 070 m, 50 matelas de camp, accessible par la vallée de Gunzesried (30 min de marche depuis Gunzesrieder Säge), ouvert toute l'année après réservation
- Cabane Prinz Luitpold : altitude 1 846 m, 20 lits, 142 matelas de camp, local hivernal avec 16 couchettes, accessible par la vallée de Hinterstein (3h de marche depuis la cabane de Giebel), exploité de début juin à mi-octobre
- Refuge du lac de Rappen[8] : altitude 2 091 m, 42 lits, 300 matelas de camp, local hivernal avec 30 couchettes, accessible par la vallée d'Oberstdorf (2h30 de marche depuis le Lech), exploité de mi-juin à mi-octobre
- Cabane Ravensburg : altitude 950 m, 50 lits, accessible par la vallée de Steibis (15 min de marche), ouvert toute l'année après réservation
- Refuge de Schwarzenberg : altitude 1 380 m, 4 lits, 38 matelas de camp, accessible par la vallée de Hinterstein (45 min de marche depuis la cabane de Giebel), exploité l'été jusqu'à Toussaint et à Noël
- Refuge de l'Eau Noire[9] : altitude 1 620 m, 41 lits, 30 couchettes, accessible par la vallée de Hirschegg (1h30 de marche depuis le refuge d'Auen), exploité de début juin à mi-octobre et à Noël
- Cabane Staufner : altitude 1 634 m, 10 lits, 76 matelas de camp, accessible par la vallée de Steibis (15 min de marche depuis la station de Hochgratbahn), exploité de début mai à Toussaint et l'hiver durant les vacances et les week-ends
- Refuge de Tannheim[10] : altitude 1 760 m, 18 matelas de camp, accessible par la vallée de Nesselwängle (1h30 de marche), exploité de mai à octobre
- Cabane Waltenberg[11] : altitude 2 085 m, 6 lits, 65 matelas de camp, accessible par la vallée d'Oberstdorf (3h de marche depuis l'Einöd), exploité de mi-juin à début octobre
- Refuge Willi Merkl-Gedächtnis : altitude 1 550 m, 38 matelas de camp, accessible par la vallée de Musau (1h de marche depuis la station de Füssener-Jöchl-Bahn), nécessite de réserver

Les refuges sont ouverts, généralement, de mi-juin jusqu'à fin septembre. Beaucoup de refuges proposent aussi un approvisionnement. Dans de rares cas, il est recommandé de recueillir les informations mises à jour à l'association alpine ou dans les vallées.

#### Sentiers de grande randonnée
Le sentier européen de grande randonnée E4 (Pyrénées - lac de Constance - lac de Neusiedl - lac Balaton - Rila - Crête) traverse la partie la plus septentrionale des Alpes d'Allgäu dans la direction est-ouest. Pour commencer, depuis Bregenz, chose un peu atypique pour un sentier de grande randonnée, la ligne de bus public régulière est prise jusqu'à Lingenau dans le Bregenzerwald. Ensuite, le marcheur part à pied et atteint le Rotenberg jusqu'à Hittisau. De là, il rejoint le lac de Leckner au Hochgrat et plus loin l'arête du chaînon du Nagelfluh puis Sonthofen. Ensuite, il passe au Tiefenbacher Eck puis Unterjoch et plus loin le long du Vils jusqu'à Pfronten. De là, le chemin continue sur la chaîne de Falken et devant le lac d'Alat puis à Füssen. L'E4 se poursuit alors dans les Alpes d'Ammergau. Entre Bregenz et le lac de Neusiedler, il existe deux itinéraires alternatifs. L'itinéraire normal traverse les Alpes d'Allgäu comme décrit précédemment. L'itinéraire alternatif E4 passe au sud des Alpes d'Allgäu par le massif du Bregenzerwald, le massif de Lechquellen et les Alpes de Lechtal.
Le sentier européen de grande randonnée E5 (Atlantique - lac de Constance - Alpes - mer Adriatique) traverse les Alpes d'Allgäu du nord au sud. De Bregenz à Sonthofen, le parcours est identique à celui du E4. De Sonthofen à Oberstdorf, il suit l'Iller. De là, le marcheur rejoint le refuge Kemptner dans la vallée du Trettach et le Spielmannsau. Depuis le refuge, le chemin monte au Mädelejoch. C'est le point le plus élevé du E5 dans les Alpes d'Allgäu avec 1 974 m d'altitude. À cet endroit, il franchit la frontière austro-germanique, puis redescend dans la vallée du Lech jusqu'à Holzgau. Après avoir suivi le cours de la rivière, le marcheur entre dans les Alpes de Lechtal.
La Via Alpina, un sentier de grande randonnée touristique et transfrontalier, avec cinq variantes possibles, à travers toutes les Alpes, passe en particulier dans les Alpes d'Allgäu.
L'itinéraire rouge offre quatre étapes dans le massif :
- étape R49 : de Weissenbach am Lech à la cabane Prinz Luitpold
- étape R50 : de la cabane Prinz Luitpold à Oberstdorf via le Käseralpe et la vallée de l'Oy (voir aussi étape A66)
- étape R51 : d'Oberstdorf au refuge Mindelheim
- étape R52 : du refuge Mindelheim à Schröcken

L'itinéraire violet offre quatre étapes dans le massif :
- étape A63 : de Füssen à Pfronten
- étape A64 : de Pfronten à Tannheim
- étape A65 : de Tannheim à la cabane Prinz Luitpold
- étape A66 : de la cabane Prinz Luitpold à Oberstdorf via la cabane Edmund Probst (voir aussi étape R50)

Oberstdorf est le terminus de l'itinéraire violet.
L'itinéraire jaune offre deux étapes dans le massif :
- étape B39 : de Holzgau im Lechtal au refuge Kemptner
- étape B40 : du refuge Kemptner à Oberstdorf

Oberstdorf est aussi le terminus de l'itinéraire jaune. La direction du parcours de l'itinéraire jaune de la Via Alpina par les Alpes d'Allgäu correspond à la direction du parcours du sentier européen de grande randonnée E5 dans l'autre sens.
Le sentier touristique circulaire de l'Oberallgäu (Oberallgäuer Rundwanderweg) mène la marche en rond dans le sens contraire des aiguilles d'une montre par l'Oberallgäu et la moitié septentrionale des Alpes d'Allgäu. Voici les étapes à travers le massif :
- étape 4a : de la station de Hündlebahn à Oberstaufen jusqu'à Scheidwang via le chaînon de Nagelfluh
- étape 4b : de Scheidwang à Grasgehren jusqu'au col du Riedberg
- étape 5a : de Grasgehren jusqu'à Rohrmoos
- étape 5b : de Rohrmoos jusqu'à Riezlern dans la petite vallée de Walser
- étape 6a : de Riezlern jusqu'à Schönblick au Söllereckbahn
- étape 6b : de Schönblick via le lac de Freiberg jusqu'à Obertsdorf
- étape 7a : d'Oberstdorf via le Gaisalp jusqu'à Altstädterhof
- étape 7b : d'Altstädterhof jusqu'à Bad Hindelang
- étape 8a : de Hindelang via le Wertacher Hörnle jusqu'à Schnitzlertalalpe
- étape 8b : de Schnitzlertalalpe jusqu'à Wertach

Le sentier touristique de l'Allgäu souabe (Augsbourg, Sonthofen) mène en deux étapes dans les Alpes d'Allgäu. La huitième étape mène de Maria Rain à Wertach via les hauteurs de l'Elleger. La neuvième et dernière étape du sentier mène de Wertach à Sonthofen via la "Grande Forêt" et les crêtes du Starzlach.

#### Chemins de randonnée
Le caractère marqué en chaînes de montagnes des Alpes d'Allgäu a permis la mise en place de l'ensemble du réseau des chemins de randonnées. Ils relient les refuges des associations alpines ou d'autres refuges et hôtels et permettent des excursions de plusieurs jours. Mais ils offrent aussi beaucoup de possibilités pour des randonnées d'une seule journée.
Dans le chaînon principal essentiellement, dans la partie sud et sud-est des Alpes d'Allgäu, il y a la possibilité d'entreprendre des excursions de plusieurs jours de refuge en refuge sans descendre dans les vallées habitées. Mais la fenêtre temporelle durant laquelle elles peuvent être réalisées durant l'année est relativement courte : elle se limite de début juillet à mi-septembre. Il s'agit dans ce cas réellement de courses de haute-montagne avec des dénivelés souvent considérables et très variables. La notion de chemin de hauteur (Höhenweg) prend ici toute sa justesse.
Cinq chemins de randonnée ont reçu un nom qu'il leur est propre. Le chemin Heilbronn mène du refuge du lac de Rappen vers la cabane Waltenberger ou plus loin vers le refuge Kemptner dans le chaînon principal. Le sentier Düsseldorf relie le refuge Kemptner au refuge Hermann von Barth au nord autour du Grosse Krottenkopf et du Marchspitze par la brèche de March. Le chemin du Jubilé relie la cabane Prinz Luitpold au Willersalpe au-dessus de Hinterstein. Le chemin Enzensperg passe dans l'est de la chaîne de Hornbach entre le refuge Hermann von Barth et la cabane Kaufberer. Enfin, le chemin Krumbach relie le refuge du col de Fidere ou le Kühgundalpe au refuge Mindelheim.
Les chemins de randonnées et les refuges dans le chaînon principal et ses chaînons latéraux ne s'enchaînent pas tous directement. Un exemple d'excursion sur plusieurs jours relativement longue est envisageable ainsi :
- jour 1 : station du Fellhorn ou Kanzelwand - refuge du col de Fidere
- jour 2 : refuge du col de Fidere - refuge Mindelheim (chemin Krumbach)
- jour 3 : refuge Mindelheim - refuge Widderstein
- jour 4 : refuge Widderstein - refuge du lac de Rappen
- jour 5 : refuge du lac de Rappen - cabane Waltenberg (chemin Heilbronn)
- jour 6 : cabane Waltenberg - refuge Kemptner
- jour 7 : refuge Kemptner - refuge Hermann von Barth via la brèche du Krottenkopf
- jour 8 : refuge Hermann von Barth - refuge Kemptner via la brèche de March (chemin Düsseldorf)
- jour 9 : refuge Kemptner - cabane Prinz Luitpold
- jour 10 : cabane Prinz Luitpold - refuge Landsberg (chemin du Jubilé)
- jour 11 : refuge Landsberg - Willersalpe (chemin du Jubilé)
- jour 12 : Willersalpe - Oberjoch

Chaque étape dure seulement environ une demi-journée, si bien qu'il reste encore du temps pour gravir des sommets. Malheureusement, la météo est rarement constante dans les Alpes d'Allgäu et une traversée longue, telle que décrite précédemment, ne peut avoir lieu en permanence par beau temps. Les randonneurs qui souhaitent faire des excursions en montagne exclusivement ensoleillées se voient déconseiller des traversées de plusieurs jours dans les Alpes d'Allgäu.
En dehors des étapes décrites précédemment, il existe d'autres chemins de randonnées : chemin de la cabane Edmund Probst (Nebelhorn près d'Oberstdorf) à la cabane Prinz Luitpold ou au refuge Kemptner, chemin du Neunerkopf (au-dessus de Tannheim) au refuge Landsberg et chemin du refuge Hermann von Barth à la cabane Kaufberer (chemin Enzensperg)
De plus, en dehors du chaînon principal et de ses chaînons latéraux, il existe des chemins de randonnée qui ne forment par conséquent aucun réseau cohérent. Ainsi, on peut franchir le chaînon du Nagelfluh en deux jours avec une nuit dans la cabane Staufner. Un autre chemin mène du Hochgrat jusqu'au col du Riedberg via les sommets de molasse et de flysch. Le plateau de Gottesack peut être traversé par le biais de différents chemins. Enfin, dans les montagnes de Tannheim, un parcours de plusieurs jours de Pfronten jusqu'aux crêtes de Hahnen via le refuge de Bad Kissinger et la cabane Gimpel ou le refuge Otto Mayr est possible.

### Téléphériques
Dans les Alpes d'Allgäu, actuellement, les téléphériques suivants sont en service l'été pour les touristes, les randonneurs et les alpinistes :
- le Breitenbergbahn est un téléphérique fonctionnant sur un simple câble (petite télécabine) de Pfronten-Steinach dans l'Allgäu au Breitenberg inférieur, un contrefort du Breitenberg. La station en vallée se trouve dans la vallée du Vils sur la B309 et à la station ferroviaire Pfronten-Steinach à 800 m de hauteur tandis que la station au sommet se trouve à 1 400 m. Le téléphérique a été rénové en 1996 avec des cabines pouvant contenir 6 personnes. Il est prolongé par le Hochalpbahn qui a été rénové en 2004 et a vu l'ouverture d'un quatrième télésiège. Son départ se trouve à 1 498 m d'altitude et son arrivée à 1 680 m, 158 m en dessous du sommet du Breitenberg avec le refuge d'Ostl qui sont à faire à pied ;
- le Didamskopfbahnen conduit en deux tronçons de Schoppernau dans le Vorarlberg sur le Didamskopf. C'est un téléphérique fonctionnant sur un simple câble (petite télécabine). La télécabine peut contenir 8 personnes. Il a été mis en service en 1996 et a remplacé un télésiège. La station de départ se trouve à 845 m, la station intermédiaire à 1 668 m et l'arrivée à 2 018 m, 72 m en dessous du sommet du Didamskopf ;
- le Fellhornbahn dans l'Oberallgäu conduit de Faistenoy dans la vallée du Stillach au sud d'Oberstdorf vers l'arête du Fellhorn. C'est un téléphérique Pendelbahn (grosse télécabine) avec deux tronçons. Le tronçon inférieur comporte deux cabines qui prennent chacune 80 personnes. La station de départ se trouve à 927 m et la station intermédiaire à 1 785 m, ce qui fait une différence de 858 m. Le tronçon supérieur est composé d'une simple cabine ;
- le Füssener-Jöchle-Bahn est un téléphérique fonctionnant sur un simple câble (petite télécabine). Les cabines prennent chacune 8 personnes. Il conduit de Grän dans la vallée de Tannheim au Tyrol sur le Füssener Jöchle dans le groupe de Tannheim. Le téléphérique a été mis en service en 1998 et remplace un précédent télésiège double. La station de départ se trouve à 1 206 m et l'arrivée à 1 823 m ;
- le Hochgratbahn est un téléphérique fonctionnant sur un simple câble (petite télécabine) de Lanzenbach Säge dans l'Allgäu occidental à l'arête en dessous du sommet du Hochgrat. La station de départ se trouve dans la vallée du Weissach au sud d'Oberstaufen et Steibis ;
- le Kanzelwandbahn est un téléphérique fonctionnant sur un double câble (petite télécabine) dans le Kleines Walsertal dans le Vorarlberg. Il conduit de Riezlern sur le Kanzelwand. Il a été mis en service en 1955 et régulièrement modernisé. Les cabines prennent chacune 6 personnes. La différence d'altitude entre les deux gares est de 870 m ;

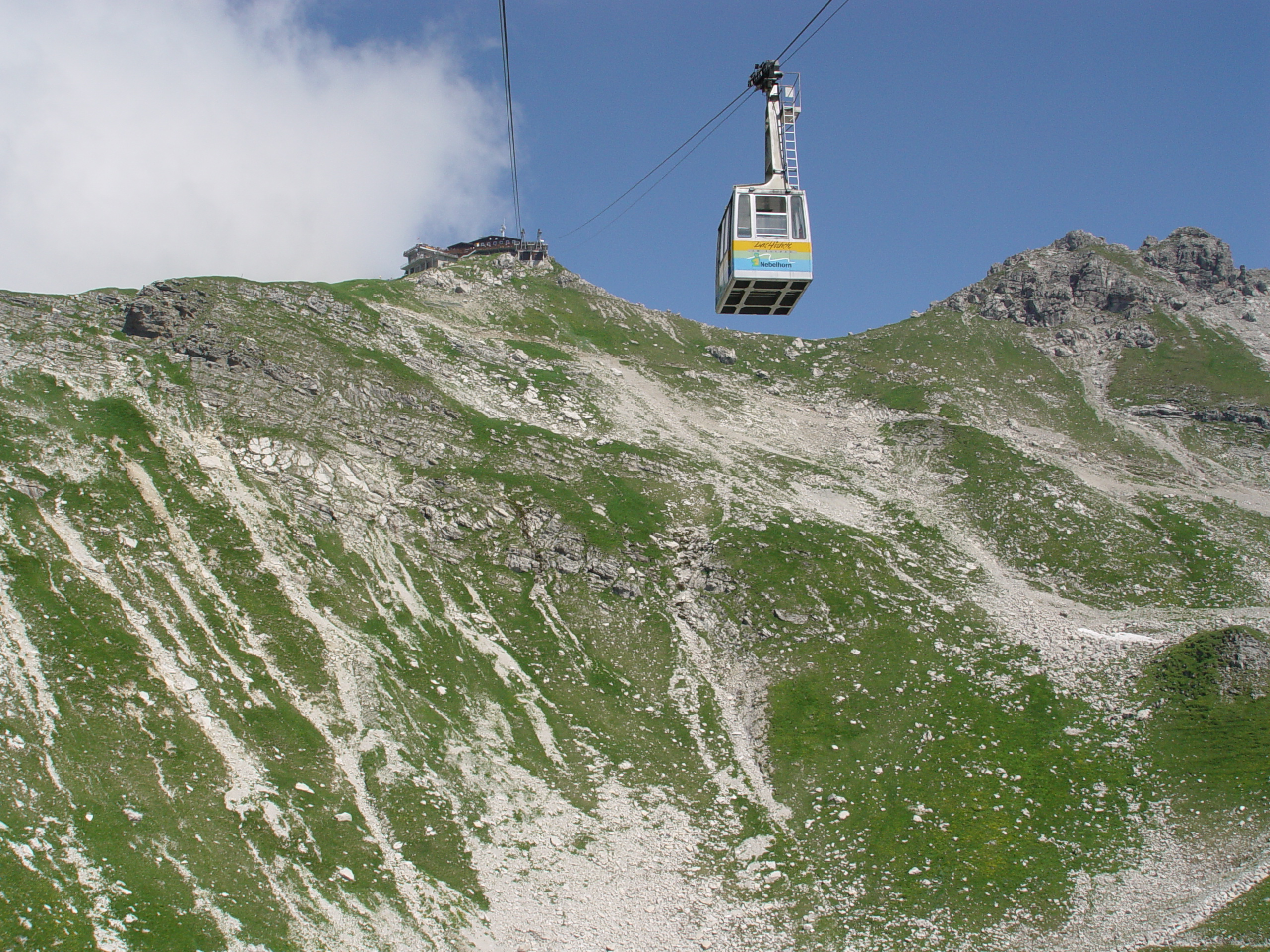
Téléphérique du Nebelhornbahn.

- le Nebelhornbahn conduit de la périphérie d'Oberstdorf dans l'Oberallgäu en trois tronçons sur le sommet du Nebelhorn. C'est le point le plus élevé accessible par un téléphérique dans les Alpes d'Allgäu. C'est un téléphérique Pendelbahn (grosse télécabine). Il a été construit en 1977 et partiellement rénové. Le dernier tronçon a été construit en 1991 et remplace deux précédents télésièges. Les cabines des deux tronçons inférieurs contiennent 40 personnes contre 30 pour celles menant au sommet. La station de départ se trouve à 828 m, la première station intermédiaire de Seealpe à 1 280 m, la seconde à 1 932 m et l'arrivée à 2 214 m seulement 10 m en dessous du sommet ;
- le Pfänderbahn au Vorarlberg conduit de Bregenz au lac de Constance vers le Pfänder. C'est un téléphérique Pendelbahn (grosse télécabine). Les deux cabines contiennent chacune 80 personnes. Il a été ouvert en 1927 et rénové au cours des années suivantes. La station de départ se trouve à 419 m et l'arrivée à 1 022 m, soit 603 m de dénivelé ;
- le Reuttener Bergbahn conduit du centre de Reutte au Tyrol vers les crêtes de Hahnnen. C'est un téléphérique Pendelbahn à grosse télécabine dont chacune prend 38 personnes. Il a été ouvert en 1957. La station de départ se trouve à 931 m et l'arrivée à 1 740 m (198 m en dessous du point culminant des crêtes), soit 809 m de dénivelé ;
- le Vogelhornbahn est un téléphérique fonctionnant sur un simple câble (petite télécabine). Il a été mis en service en 2000 et remplace un précédent télésiège. Il conduit de la vallée de Tannheim au Tyrol vers le Neunerkopf (le point culminant est le Nachbarberg). Chaque cabine contient 8 personnes ;
- le Walmendingerhornbahn est un téléphérique Pendelbahn (grosse télécabine) dans le Kleines Walsertal au Vorarlberg. Il conduit de Mittelberg au Walmendinger Horn. Chaque cabine contient 40 personnes. Il a été ouvert en 1966 et franchit une différence d'altitude de 740 m.

### Via ferrata
Dans la littérature spécialisée et dans les tables des matières correspondantes, six via ferrata sont énumérées dans les Alpes d'Allgäu. Il s'agit de la via ferrata Hindelang du Nebelhorn au Grosse Daumen, du chemin Heilbronn du refuge du lac de Rappen au refuge Kemptner, de la via ferrata Mindelheim du refuge du col de Fidere au refuge Mindelheim, de la via ferrata Hohe Gänge entre le Rotspitze et le Breitenberg, du chemin Bäumenheim au Hochvogel depuis le sud, et de la via ferrata Friedberg du Füssener Jöchle au Roten Fluh via la brêche raide (Schartschrofen).
Cependant, résumées sous la notion via ferrata, les voies sont très diverses. Le chemin Heilbronn est davantage un sentier de randonnée. Lorsqu'il fut ouvert en 1899, la notion de via ferrata n'existait pas encore. Sur son tracé, certes, se trouvent une échelle métallique et plusieurs mètres de filin d'acier, mais ils sont pensés moins pour la progression que pour la protection, de la même manière qu'au chemin Bäumenheim avec la montée sud au Hochvogel depuis Hinterhornbach.
Beaucoup plus tard que ces deux sentiers de randonnée seulement furent inaugurées dans les Alpes d'Allgäu les via ferrata à proprement parler. Dans les années 1970, trois via ferrata ont été ouvertes, imitant ainsi les installations déjà disponibles dans les Préalpes orientales méridionales. La via ferrata Mindelheim a été ouverte en 1975, celles de Hindelang et Friedberg suivant un peu plus tard. Ces trois voies présentent des degrés de difficulté moyens. L'utilité du tourisme et des téléphériques voisins étaient aussi décisifs pour la construction de plusieurs d'entre elles. Ainsi, la via ferrata Hindelang accroit l'attractivité du Nebenhornbahn qui permet d'arriver en quelques minutes de la station au sommet au départ de la voie. La via ferrata Friedberg permet une liaison directe et intéressante de la station du Füssener-Jöchle-Bahn au groupe central de Tannheim vers le Rote Fluh et le Gimpel.
La via ferrata Hohe Gänge complète celle de Hindelang. Mais c'est aussi une voie qui se gravit indépendamment, relativement longue au niveau de l'approche, et qui garantit un certain calme. Une autre voie, courte et encore relativement confidentielle, a été ouverte en 1983 au Jungfrauspitze sur le versant sud du Wolekleskarspitze dans la chaîne de Hornbach. Elle franchit une hauteur de 20 mètres par le biais d'un filin d'acier continu et est très rude. Dans la littérature spécialisée, elle est presque méconnue. De plus, dans les Préalpes, des installations semblables ont fait irruption entre-temps. Ainsi le Steineberg dans le chaînon du Nagelfluh peut être grimpé désormais par une simple échelle très longue et aérienne avec un câble en acier se trouvant devant. Le chemin de randonnée alternatif mène, depuis Mittagberg, loin vers l'ouest le long du rocher sommital et est donc beaucoup moins direct. Au bout des échelles, on se retrouve tout à coup sur la grande surface herbeuse avec la croix au sommet.
Il n'existe pas de via ferrata sportive à proprement parler dans les Alpes d'Allgäu. Dans les années 1990, la via ferrata Mindelheim a été à plusieurs reprises l'objet d'actions destructives précises.